# Ginástica artística
A ginástica artística, também conhecida no Brasil como ginástica olímpica, é uma modalidade da ginástica formada por exercícios realizados em alguns aparelhos: cavalo, argola, solo e, barra (assimétrica e paralela). Esta modalidade entrou na primeira edição dos jogos olímpicos da era moderna.
A ginástica (do grego romaniz.: "gymnastiké": "exercitar", ou "gymnádzein": "treinar"; derivado de "gymnos": “nudez”) é o ato de exercitar o corpo com exercícios sistematizados para torna-lo forte e ágil (exercício físico).
Historicamente, enquanto forma de prática física, a ginástica surgiu na Pré-História. Contudo, veio a se tornar uma modalidade esportiva apenas em 1881, em escolas alemãs tipicamente masculinas. Desse modo, a ginástica artística consagrou-se como a forma mais antiga do desporto e em decorrência disto, sua história é constantemente confundida com a da ginástica em si, o que não fere sua evolução artística individual posterior. Mais tarde, em 1896, até então praticada somente por homens, passou a ser um esporte olímpico, e em 1928 as mulheres puderam participar nos seus primeiros Jogos. No ano de 1950, a ginástica passou a ser praticada – nos aparelhos – da forma como se conhece hoje. Apesar de despontar para o mundo como um esporte inicialmente masculino, a ginástica tornou-se uma prática mais ativa entre as mulheres. Em decorrência disso, os eventos artísticos femininos tornaram-se mais disputados, admirados e destacados entre todas as modalidades do esporte.
As apresentações da ginástica artística são individuais — ainda que nas disputas por equipes —, possuem o tempo aproximado de trinta a noventa segundos de duração, são realizadas em diferentes aparelhos — sob um conjunto de exercícios — e separadas em competições femininas e masculinas.
Os movimentos dos ginastas devem ser sempre elegantes e demonstrarem força, agilidade, flexibilidade, coordenação, equilíbrio e controle do corpo.

## História e evolução

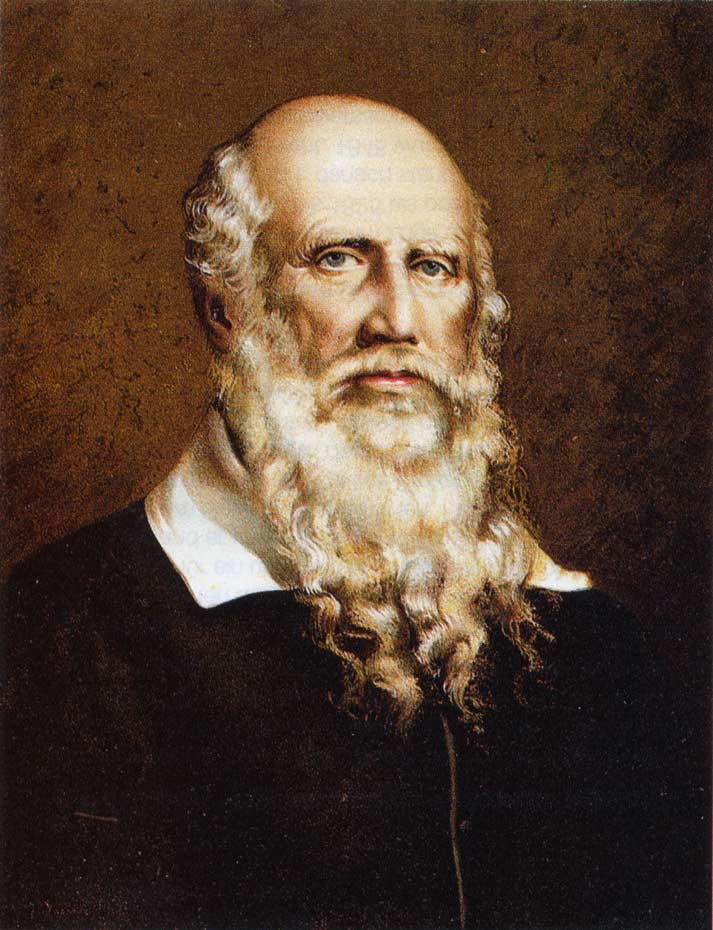
Friedrich Jahn: Alemão chamado "pai da ginástica"

A ginástica, enquanto prática do exercício físico veio da Pré-história, afirmou-se na Antiguidade, estacionou na Idade Média, fundamentou-se na Idade Moderna e sistematizou-se nos primórdios da Idade Contemporânea.
A ginástica artística, enquanto atividade, teria surgido segundo estudos, na Grécia Antiga, como forma de atividade física atlética, e no Egito Antigo, onde as pessoas realizavam acrobacias circenses nas ruas com o intuito de entreter os transeuntes. Como a prática constante desenvolvia habilidades corporais importantes, como a força e a elasticidade, ela passou a ser introduzida ao treinamento militar. O mesmo uso fora feito na Grécia Antiga - onde a ginástica continuou a desenvolver-se. Contudo, em Roma, o apreço pela modalidade artística enquanto treinamento caiu em desuso, e a ginástica passou a restringir-se apenas a apresentações de circo que inspiravam os soldados antes das batalhas, enquanto estes davam à ginástica outros valores em termos de preparação militar.
Seu ressurgimento na Era Moderna fora, como no princípio, ligado à arte. A forma gímnica que chegou a Europa começou com o trampolim, tendo suas primeiras atividades descritas por Archange Tuccaro, no livro Trois dialogues du Sr. Archange Tuccaro, no século XV, ao oeste europeu. Na época do Renascimento, os principais artistas faziam culto ao corpo humano e às suas formas. Assim, a prática da ginástica nas escolas tornou-se constante, e cada dia mais a modalidade ganhava espaço entre os homens.

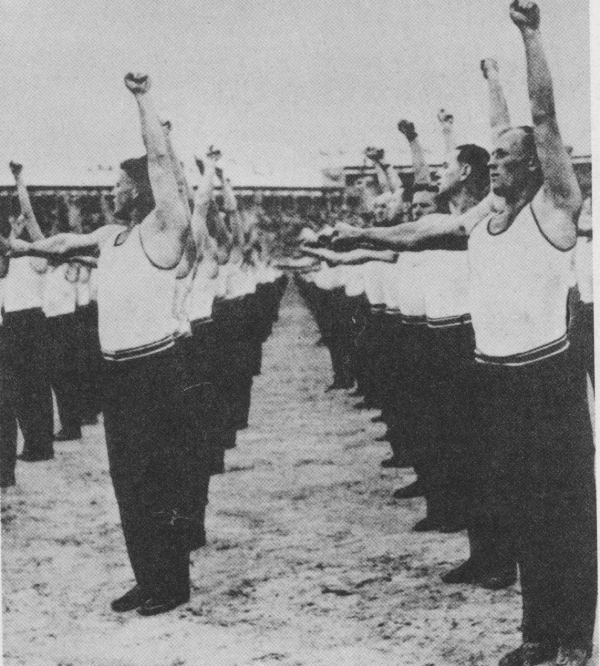
A prática em grupo: Herança sueca

Jean-Jacques Rousseau, em meados de 1700, publicou um misto de educação e treinamento físico para as crianças, chamado Émile; ou, de l’éducation, que modificou os padrões e sistematizou uma nova aplicação, incluindo a prática da ginástica. Inspirado na reforma, Johann Christoph Friedrich Guts Muths (1776 - 1838), implementou a ginástica natural — composta por exercícios aeróbicos, voltada ao benefício corporal — e a artificial — voltada para a beleza, como a variedade de montes e desmontes do cavalo.
Contudo, seu surgimento oficial só veio a acontecer em 1811, quando o professor Friedrich Ludwig Jahn (1778-1852) fundou em Berlim, na Alemanha, o primeiro clube voltado apenas à prática da ginástica. Inspirado pelo espírito patriota advindo de seu pai e pelos escritos de Muths – também conhecido pai da ginástica pedagógica e autor do livro Gimnastik fur die Jugend (1793) — Jahn inspirou jovens da cidade em prol do orgulho de uma revanche contra as tropas de Napoleão (em 1813, pela libertação prussiana e posterior unificação alemã), fornecendo-lhes o ideal histórico e o senso das antigas tradições da nação, através da prática da sistematizada ginástica. Além disso, este educador ainda criou regras específicas, aparelhos diferentes e um sistema de exercícios físicos chamado Die Deutsche Turnkunst (em português: a arte gímnica), ainda hoje considerado matriz na ginástica artística praticada. Durante esta mesma época, na Suécia, Pehr Henrik Ling (1776-1839) introduziu um tipo diferente de ginástica. Seu sistema, baseado no exercício coletivo, aspirava desenvolver um ritmo perfeito do movimento. Assim como a ginástica de Jahn, os métodos de Ling também foram adotados para o treinamento militar. Junto a essas escolas, nasceram os Clubes de Ginástica Internacionais. Gradualmente estes clubes estabeleceram associações nacionais para controlar os treinamentos e as competições.
Desse modo, não tardou para que a Federação Internacional de Ginástica (FIG) — uma das entidades esportivas mais antigas do mundo — fosse fundada em 1881. Quinze anos depois, a modalidade fora incluída no programa dos primeiros Jogos Olímpicos modernos, realizados em Atenas, na Grécia. Por razões da origem do nome, a entrada das mulheres nas competições, só se deu na edição de 1928 das Olimpíadas, que aconteceu em Amsterdã, na Holanda. O referido nome incluía a prática nua por parte dos ginastas. Por esta razão, os homens, nos primeiros Jogos, competiam despidos da cintura para cima. Com a providência de vestirem-se por completo, as mulheres puderam estrear nos campeonatos.
A partir daí, a evolução da ginástica enquanto desporto, deu-se ao longo de poucos anos e 1950 foi um momento em particular: as mulheres competiram em alguns aparelhos masculinos - como as argolas - e a ginástica rítmica ainda fazia parte das apresentações artísticas. Pouco antes e em seguida, algumas provas foram acrescentadas e outras retiradas. Os aparelhos foram definidos para cada evento. E por fim, seu aprimoramento não para e a cada revisão das regras, a dificuldade e a beleza dos movimentos aumenta. Atualmente, a ginástica artística é um dos mais populares esportes — não apenas nos Jogos Olímpicos — e um dos mais exigentes para com seus atletas e praticantes. Baseada nessa rápida evolução e popularização, principalmente entre as mulheres, a modalidade artística tornou-se a rainha da FIG entre as demais práticas da ginástica. Surgida como um esporte tipicamente masculino, a modalidade artística globalizou-se como um desporto feminino, que hoje possui maior destaque, um maior número de praticantes e atletas mundialmente reconhecidas.

## O ginasta

### Características físicas e generalidades
Força, flexibilidade e coordenação motora, independentemente do treinamento, são fundamentais para o sucesso de um ginasta. A genética é determinante para que uma pessoa apresente essas características e se destaque na modalidade escolhida.
A preparação de um atleta passa por três fases. A primeira, que dura até aproximadamente os dez anos de idade, é a de iniciação. Depois, começa a fase de treinamento intensivo, específico para a modalidade escolhida. A média da idade de início é aproximadamente doze anos (idade com que as ginastas iniciam-se geralmente, na categoria júnior nacional). No terceiro momento, aos quinze em geral, começa o treinamento de alto nível, em que o atleta deve buscar maior autonomia e desenvolver ao máximo sua performance.

### Treinamento e preparação

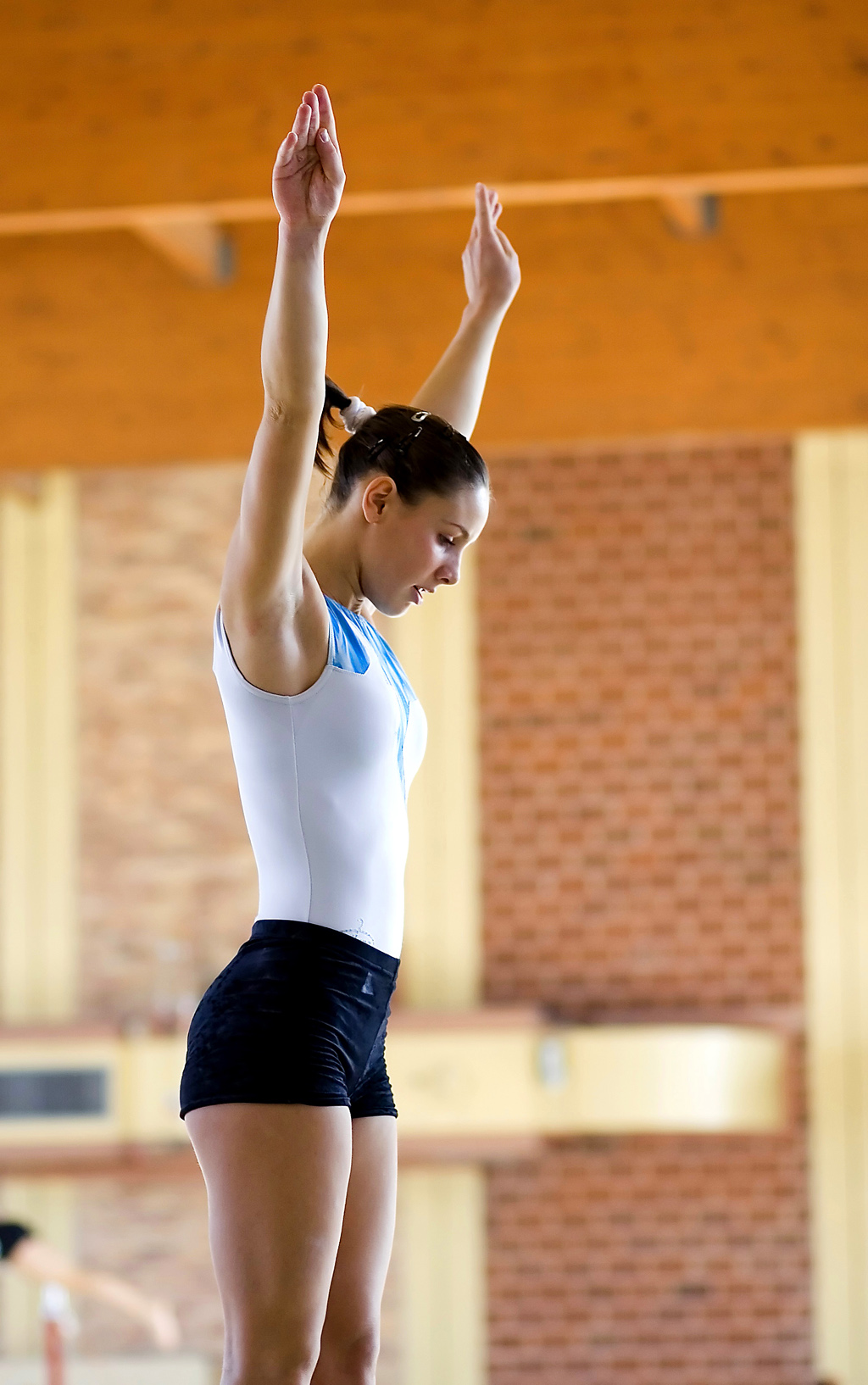
Concentração da ginasta para movimentos no solo

Nos treinamentos, existem quatro peças fundamentais – Um treinador, um atleta, um bom entendimento na relação esportista e um objetivo comum.
O treinamento físico do ginasta é realizado baseado em repetições para aumentar força e massa muscular, melhorando, com isso, sua flexibilidade e suas capacidades aeróbicas e anaeróbicas. A repetição serve também para melhorar a concentração e automatizar os movimentos mais simples, fazendo com que o ginasta despenda mais tempo na meta de atingir a perfeição das rotinas técnicas. Por outro lado, cabe ao técnico definir a tática, ou seja, os limites físicos de seu atleta e de motivá-lo na prática constante e na busca pelos melhores e mais aproveitáveis movimentos.
Tomando como partida os treinamentos diários – de duração variável entre quatro e oito horas -, que impedem a perda da flexibilidade e dos movimentos, os riscos de acidentes e medidas preventivas são uma constante no meio gímnico, seja ele de elite ou aprendiz. As maiores incidências recaem sobre as articulações e coluna. O risco de fraturas, todavia, é de periculosidade reduzida. Modalidades como vôlei e futebol, em relação à ginástica, são mais vulneráveis em se tratando de fraturas ósseas.
Para se evitar acidentes e diminuir os riscos de lesões, algumas medidas são tomadas, o que torna a ginástica um esporte de prática segura, ainda que os movimentos desafiem a gravidade e o equilíbrio: um maior número de colchões amortece os impactos de saída dos aparelhos; um bom acompanhamento do técnico ou de um auxiliar impede que o ginasta pratique sozinho e realize movimentos inadequadamente; a presença da FIG, que qualifica movimentos claramente perigosos com baixas pontuações a fim de desmotivá-los na execução destes; o acompanhamento de fisioterapeutas e preparadores físicos, essencial para se evitar lesões, pois é através das instruções destes profissionais, que o ginasta executará seus exercícios da melhor forma possível; e por fim, o alongamento realizado antes e após o treinamento, que se faz fundamental para evitar agressões musculares. Outro pilar de um bom treinamento é o acompanhamento psicológico, chamado pelos profissionais de 'psicologia comportamental do esporte'. Esta ferramenta ajuda a estruturar o preparo da mente do atleta, bem como descobrir e sanar as reais (não apenas aparentes) dificuldades do ginasta em qualquer âmbito profissional, como as competições e os treinos, por exemplo.
Vale ressaltar ainda que a alimentação é também de imprescindível importância para ajudar o ginasta a manter seu corpo saudável, principalmente entre os mais jovens (adolescentes), em fase de desenvolvimento. Em virtude dos exercícios de alta intensidade, seu organismo necessita de uma boa oferta de carboidratos para manter os músculos aptos às atividades. Além disso, o atleta deve ter ainda uma boa variedade alimentar em sua dieta, contendo o balanço adequado de proteínas, vitaminas e gorduras (que mantém o corpo abastecido para o exercício físico avançado). A hidratação durante as práticas também é fundamental. Porém, não apenas feita com água, mas hidratos de carbono e isotônicos para restaurar a energia perdida. No todo, o auxílio de um nutricionista evita a ingestão de gorduras nocivas e os mantém sempre saudáveis e no peso ideal. É através dos treinamentos e das prevenções que o ginasta se mantém competitivo, apto e saudável dentro do esporte.

### Gestos
São abundantes os movimentos que podem ser realizados pelo atleta durante suas apresentações na ginástica artística. A variação se dá tanto no solo, quanto nos demais aparelhos. No entanto, tais movimentos possuem apenas duas variantes: longitudinal - girar em volta de si mesmo -  as piruetas; e transversal - de movimento, o mortais. Baseado nisso, seus elementos foram chamados de técnicos, em vista dos intensos treinamentos para se atingir a perfeição da execução dos elementos ginásticos e acrobáticos. Abaixo seguem alguns dos mais conhecidos movimentos e suas descrições de realização. Movimentos não especificados com localização de realização são utilizados em vários momentos. Os saltos e tomadas de equilíbrio (como as paradas de mãos), por exemplo, são de uso de praticamente todos os aparelhos, tanto masculinos quanto femininos:

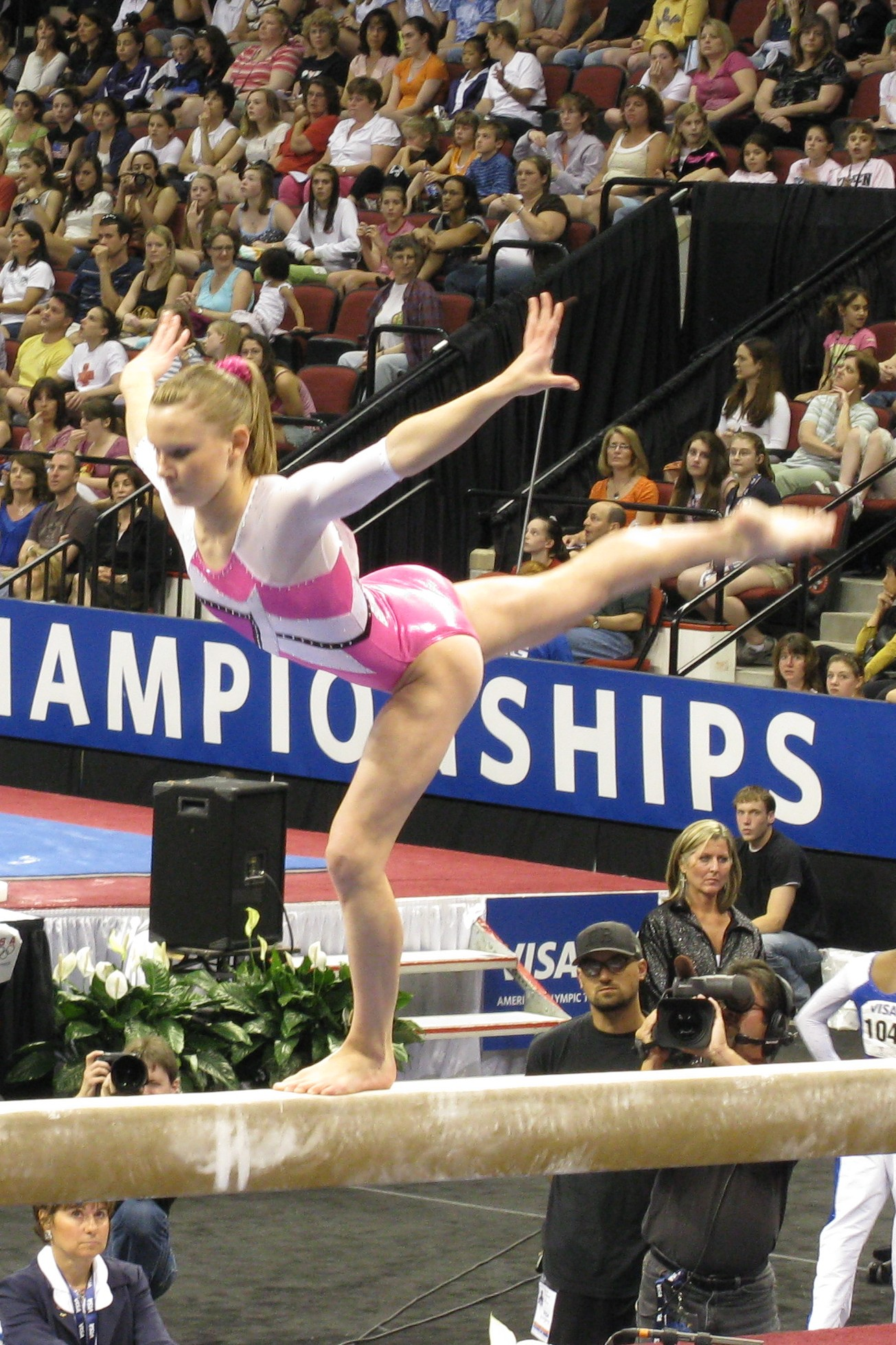
A americana Bridget Sloan executando um avião sobre a trave

- Abertura — ação muscular de extensão da articulação dos quadris e pernas.
- Avião — posição de equilíbrio típica da trave, em que o ginasta mantém uma perna no chão e eleva a outra para trás, com os braços abertos. Exige força, flexibilidade e equilíbrio.
- Carpada — as pernas estendidas formam um ângulo com o tronco. É possível também ter uma posição carpada de pernas afastadas.
- Diamidov — movimento típico das barras paralelas, o ginasta segura com uma mão uma das barras, e gira em torno do próprio corpo.
- Dos Santos (duplo twist carpado) — dois giros em torno do corpo, seguido de dois mortais no ar com uma flexão no quadril levando as mãos à altura do joelho.
- Empunhaduras — são tomadas, pegadas ou presas, que representam várias maneiras do executante segurar o aparelho e manter-se nele.
- Estendida — o corpo deve estar em linha reta, sem nenhum ângulo.
- Flic-flac — movimento preparatório para acrobacias. O ginasta levanta os braços esticados ao mesmo tempo em que seus pés deixam o solo, usando um grande impulso dos ombros. Pode ser executado para frente ou para trás.
- Giro de quadris para trás (oitava de apoio para apoio) — o corpo executa um giro completo em torno do eixo transversal. Movimento típico das barras assimétricas.
- Giro gigante — elemento específico das barras assimétricas. Uma rotatória em volta da barra de 360º, executada com todo o corpo na posição estendida.
- Grupada — todas as partes do corpo se flexionam e se aproximam de ponto central corporal. As pernas devem estar flexionadas e a testa deve tocar o joelho.
- Parada de mãos — exercício mais básico da ginástica artística. O corpo deve permanecer na linha do pulso. Dedos afastados permitem melhor equilíbrio.
- Parafuso — uma rotação (em torno do próprio corpo para os lados) sem o uso das mãos no solo.
- Roda — é a chamada estrela. O ginasta passa lateralmente em apoio invertido (de ponta cabeça) e retoma de pé.
- Rondada — semelhante à roda, com os dois pés chegando ao solo no mesmo instante. Usada pelos ginastas para acelerar uma "passada" de movimento pontuado.
- Rudi — um parafuso e meio na posição estendida após o movimento para frente. Exemplo: flic-flac para frente, mortal simples para frente.
- Salto pak — típico das barras assimétricas. É usado para passar da barra mais baixa para a mais alta. A ginasta faz um movimento semelhante com o flic-flac, pois o salto pak é também um movimento preparatório pontuado.
- Selada — corpo forma um arco e as costas ficam "arqueadas" para trás.
- Stützkehre — movimento típico das barras paralelas. Parada de mãos; Pequena projeção dos ombros à frente e as pernas descem mantendo o corpo todo firme; Passagem pelo apoio normal: As pernas devem, agora, ser chutadas para frente e para cima; O braço de apoio conduz o corpo, dando direção e altura; Queda no apoio invertido, seguido de nova parada de mãos.
- Tkachev — movimento usado nas barras assimétricas e na barra fixa. O ginasta larga a barra, passa de costas por cima dela na posição carpada ou com pernas separadas, e em seguida, pega a barra novamente.
- Tsukahara — salto mortal duplo com um parafuso completo no primeiro salto.

### Ginastas de destaque na modalidade

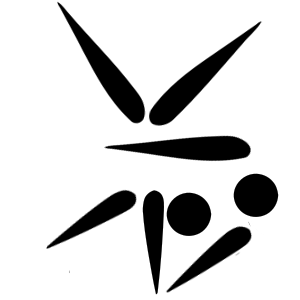
Pictograma representativo

Abaixo, encontram-se listados cinco destaques femininos e cinco masculinos, entre o passado e a atualidade, acompanhando a evolução que apresentou o esporte. Para a seleção foram usados alguns critérios: a época em que se destacaram, participações olímpicas e mundiais, reconhecimento internacional, conquistas e movimentos inseridos na tabela da FIG.
| Feminino - Larissa Latynina - Vera Caslavska - Nadia Comaneci - Svetlana Khorkina - Shawn Johnson - Aliya Mustafina - Simone Biles - Rebeca Andrade |  | Masculino - Mitsuo Tsukahara - Alexander Tkachev - Nikolai Andrianov - Sawao Kato - Kai Zou - Kohei Uchimura |

Outros ginastas destacados podem ser vistos no International Gymnastics Hall of Fame, que, fundado em 1988, localiza-se no interior do Science Museum Oklahoma em Oklahoma City, nos Estados Unidos, e homenageia competidores, treinadores e autoridades da modalidade artística, como Bruno Grandi e Octavian Belu. A primeira honraria concedida foi no ano da inauguração. tendo como única personalidade gímnica, a ginasta Olga Korbut. Após cinco anos sem premiações, outra atleta, Nadia Comaneci, fora homenageada, e só em 1997, os primeiros homens penduraram seus retratos e receberam as congratulações.

## Equipamentos e aparelhos
O uniforme básico de toda ginasta é um collant de lycra em forma de maiô. Em todas as provas, variando de acordo com a preferência, as atletas competem descalças. Os homens usam short ou calça de material apropriado e meias nos pés (exceto nas provas do solo). Suas camisetas, que em verdade são collants, ficam cobertos na altura da cintura, pela outra parte do uniforme: a calça ou o short. É comum que os competidores passem pó de magnésio nas mãos, especialmente em provas de barras, para evitar lesões nos dedos e escorregões durante os movimentos. Outros aparatos também são de uso permitido nas mãos para que o ginasta possa segurar as barras e as argolas sem sofrer com lesões e possíveis feridas - como os protetores palmares (com munhequeiras). Ainda são usados colchões para amortecer as saídas e as braçadeiras (de uso masculino, para as provas das barras paralelas).

As competições de ginástica geralmente são disputadas em locais fechados, com várias adaptações para a prática da modalidade. Os exemplos mais precisos são os ginásios e os estádios cobertos, especialmente preparados para comportar aparelhos e bancas julgadoras, pois cada elemento da ginástica artística possui a sua peculiaridade. 

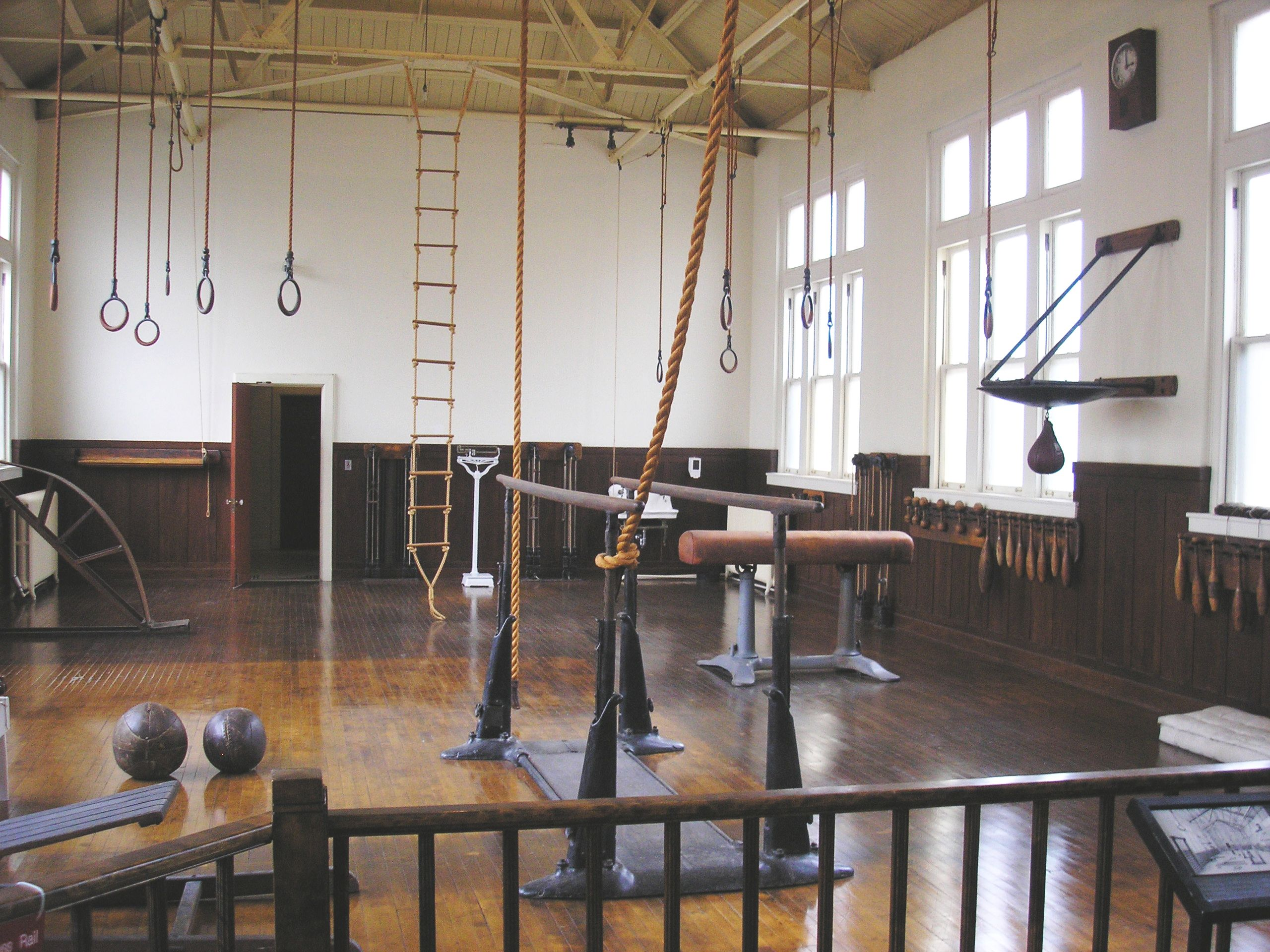
Imagem de um antigo ginásio, no qual treinava-se ainda a escalada

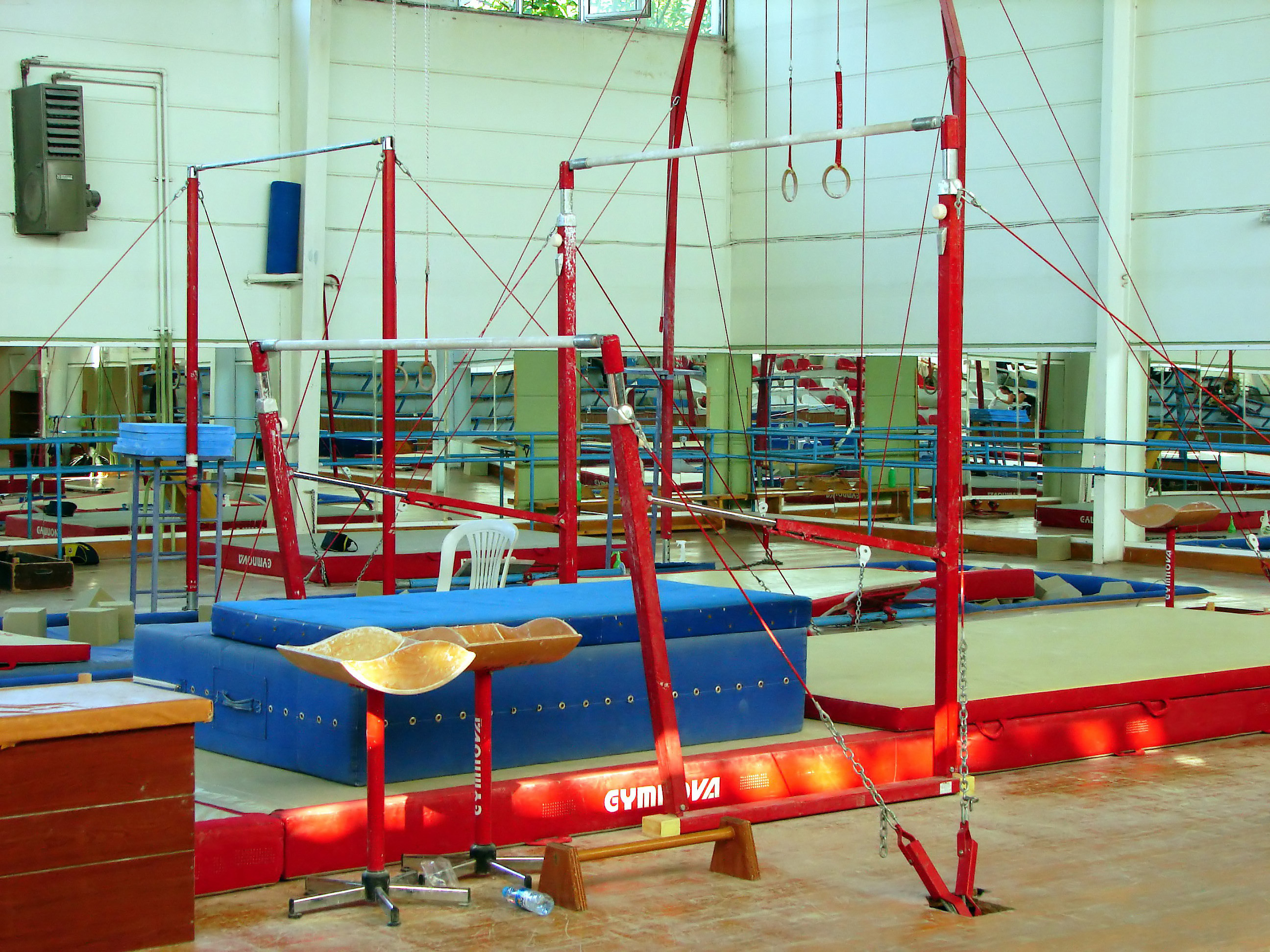
Primeiro plano: Barras assimétricas. Segundo plano: Barra fixa (esquerda) e argolas (direita)

A modalidade subdivide-se em duas: ginástica artística masculina e ginástica artística feminina. Cada uma possui um código próprio (com os movimentos e os aparelhos utilizados), elaborado pelos comitês (masc. e fem.) da Federação. Em comum, possuem as regras de conduta e as generalidades de cada competição, como a segurança do ginasta e a exigência sobre a qualidade dos equipamentos e da execução durante as apresentações dentro de cada exigência.
Os aparelhos da ginástica artística masculina (sigla em inglês: MAG) são diferentes dos aparelhos disputados na ginástica artística feminina (sigla em inglês: WAG). Enquanto os homens disputam provas em seis aparelhos diferentes, as mulheres as disputam em quatro. Os aparelhos (provas) masculinos são o solo, o salto sobre a mesa, o cavalo com alças (cavalo com arções), as barras paralelas, a barra fixa e as argolas. Tais aparelhos, durante as apresentações masculinas, procuram demonstrar a força e o domínio do ginasta. Os aparelhos (provas) femininos são a trave, o solo, o salto sobre a mesa e as barras assimétricas. Tais aparelhos, durante as apresentações femininas, colocam maior ênfase na vertente artística e de agilidade. Em comum, homens e mulheres possuem as provas de solo e salto, com nuances de diferenciação. Abaixo, estão descritos cada um dos eventos/aparelhos:
- Cavalo com alças — o cavalo (que de fato assemelhava-se ao animal), enquanto aparelho, possui as seguintes dimensões: 1,15 metro x 1,60 metro x 35 centímetros. As alças possuem distância ajustável e a altura de 12 centímetros. Uma série típica no cavalo com alças envolve tesouras e movimentos circulares. As tesouras, exercícios feitos com as pernas separadas, são executadas geralmente com as mãos sobre as alças. Os movimentos circulares, as chamadas russas, são feitos com as duas pernas juntas.
- Argolas: o aparelho é constituído por uma estrutura de onde prendem-se duas argolas, a 2,75 metros do solo. A distância entre elas é de 50 centímetros e o seu diâmetro interno é de 18 centímetros. A prova consiste em uma série de exercícios de força, balanço e equilíbrio. O júri valoriza o controle do aparelho e a dificuldade dos elementos da coreografia. Quanto menos tremer a estrutura que suspende as argolas à haste, melhor será a pontuação de execução do ginasta.
- Barras paralelas: o aparelho possui as medidas de 1,95 x 3,5 metros, além de estarem distanciadas entre 42 e 52 centímetros. A prova consiste em exercícios de equilíbrio — entre giros e paradas de mãos — e força, onde o ginasta utiliza das duas barras obrigatoriamente, passando por todo o seu comprimento. As provas não possuem tempo aproximado de execução, podendo um ginasta cumprir uma prova mais curta, porém com nota de partida mais elevada, enquanto uma prova mais longa, possui inferior dificuldade.
- Barra fixa: a barra é presa sobre uma estrutura de metal a 2,75 metros do solo e possui 2,40 metros de comprimento. A prova consiste em movimentos de força e equilíbrio. O ginasta deve fazer movimentos giratórios em uma rotina acrobática, que envolve os giros propriamente ditos, as largadas e retomadas, as piruetas (enquanto soltos das barras) e as pegadas.
- Barras assimétricas: este aparelho, de uso estritamente feminino, é atualmente fabricado com fibras sintéticas e, por vezes, material aderente. Seu posicionamento é, a mais alta a 2,36 m de altura e a menor a 1,57 metros. A prova é composta por uma série de movimentos obrigatórios, bem como os demais aparelhos. A posição das duas barras em diferentes alturas possibilita à ginasta uma gama variada de movimentos, mudanças de empunhaduras e alternância entre as barras. A execução de alguns movimentos também é facilitada através da propriedade de molejo do aparelho.
- Trave olímpica: popularmente chamada de trave, a trave de equilíbrio é um dos dois aparelhos de práticas unicamente femininas. A trave em si é uma barra revestida com material aderente, situada a 1,25 metros do chão, com cinco metros de comprimento e dez centímetros de largura, onde a atleta deve equilibrar-se e realizar saltos e giros.
- Solo: este, enquanto aparelho, é um estrado de 12 por 12 metros feito de um material elástico que amortece eventuais quedas e ajuda ao impulso dos saltos e nas passadas gímnicas. Como modalidade, os exercícios têm uma duração de 50 a 70 segundos para os homens, e 70 a 90 segundos para as mulheres. Durante a prova, são realizados movimentos acrobáticos e ginásticos anteriormente pontuados (nota de partida). Os exercícios femininos têm a particularidade de incluir acompanhamento musical instrumental.
- Salto: o salto sobre a mesa é a prova mais rápida da ginástica artística. Dura aproximados 50 segundos, incluindo apenas o momento dos dois saltos aos quais o ginasta tem direito. A prova é composta por uma pista de 25 metros, que termina em um trampolim de impulso e finalmente na mesa – de dimensões 120 x 95 centímetros. O salto é considerado um evento de explosão muscular, possuidor de uma margem mínima para erros.

### Fabricantes
Com o avanço do esporte, padronizaram-se os equipamentos e novos fabricantes surgiram por todo o mundo para atender a demanda e melhorar os materiais usados para dar maior segurança aos praticantes desta e das demais modalidades da ginástica. Alguns dos principais fabricantes dos aparelhos são: A francesa Gymnova, geralmente presente em provas realizadas no continente europeu, a suíça Alder+Eisenhut, a alemã Spieth, que realizou inovações no tablado - apresentando-o mais rígido - e esteve presente no Campeonato Mundial de Stuttgart e nos Jogos Olímpicos de Pequim, e as também francesas Nouansport e GES, presentes em centros de treinamentos. Gymnova e Spieth, as constantes nos eventos internacionais recentes, apresentam-se nas cores creme e vermelha (Gymnova) e azul e branca (Spieth).

## Organização e regulamento

### Federação internacional

Logotipo da FIG

Todas as competições oficiais de ginástica artística são reguladas pela Federação Internacional de Ginástica (FIG), que estabelece normas e calendários para todos os eventos internacionais. As competições nacionais são geralmente regulamentadas pelas diversas federações locais. A FIG tem ainda a responsabilidade sobre o Código de Pontuação, a publicação que orienta os ginastas, técnicos e árbitros na elaboração, composição e avaliação das séries em todas as provas, e que ainda rege os resultados da modalidade. A entidade impõe um limite mínimo de idade para competições oficiais de nível sênior de dezesseis anos. Este limite - importante sobretudo nas provas femininas - pretende impedir a entrada de ginastas pré-adolescentes em competição, o que poderia implicar problemas de saúde futuros.
A FIG é responsável pela realização do Campeonato Mundial de Ginástica Artística e pela Copa do Mundo de Ginástica Artística, realizada em várias etapas. Existem ainda diversas outras competições, a nível continental, nacional e regional. Filiadas a ela está a União Europeia de Ginástica, a União Africana de Ginástica, a União Pan-americana de Ginástica e a União Asiática de Ginástica, que respondem diretamente por suas federações e confederações filiadas continentais.

### Violações no esporte
A Federação Internacional possui diversas regras para questões de doping e falsificação etária. Tais regras possuem graus de punição mediana à severa, variando caso a caso, reincidente ou não. Porém, sempre aplicadas visando o melhor para o esporte e seus praticantes.

#### Doping
O doping na ginástica ocorre do mesmo modo como nos demais esportes. Os ginastas, bem como os outros atletas, precisam atentar para tudo o que usam e ingerem a fim de evitar a absorção acidental de substâncias proibidas. Há, contudo, uma diferença desta modalidade para o atletismo, por exemplo: a joviedade de seus praticantes. Os ginastas estão na adolescência e no inicial momento posterior a ela, e por isso, no auge de sua forma física. Tal fato, reduz o número da ingestão dito proposital de anabolizantes e derivados. O rigoroso controle da entidade com o antidoping também se faz importante para a preservação da integridade da modalidade. Todavia, ainda existem ginastas pegos nestes testes. A vietnamita Thi Ngan Thuong Do teve sua licença revogada pela FIG após ser reprovada no teste realizado durante as Olimpíadas de Pequim. Anteriormente, Morgan Hamm, fora afastado das competições pela absorção acidental causada pelo uso de anti-inflamatórios.
Como consequência para tais atos, a Federação prevê punições permanentes e temporárias. Elas vão desde a advertência ao banimento do esporte.

#### Limite de idade

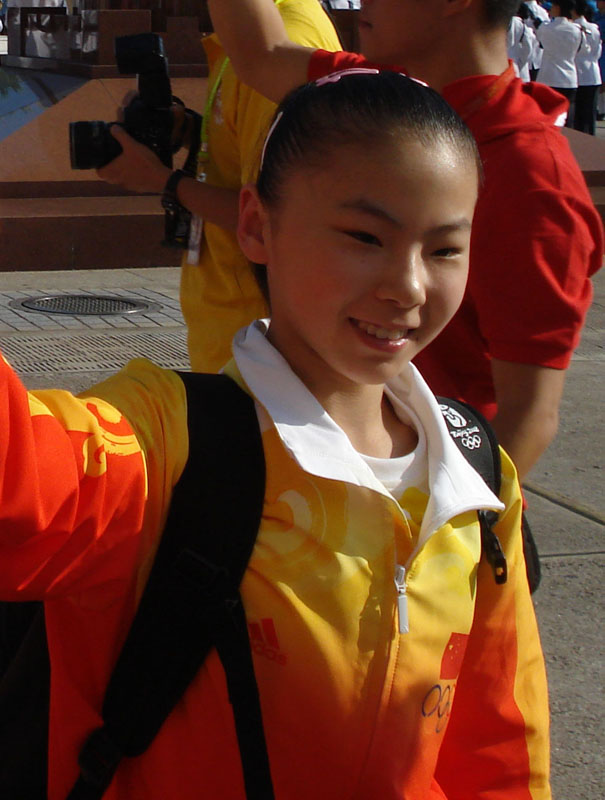
A chinesa Kexin He, absolvida da suspeita de falsificação etária nas Olimpíadas 2008

Historicamente, até meados de 1981, a idade limite para ginastas — mais especificamente femininas, pois os homens, em geral, iniciam-se mais tarde e encerram suas carreiras mais tarde — era de quatorze anos. Porém, este limiar não era ultrapassado, visto que as ginastas raramente competiam com menos de vinte anos. Ágnes Keleti, Vera Caslavska e Larissa Latynina são exemplos dessas campeãs. A primeira conquistou medalhas aos 35 anos, em 1956. Vera foi campeã pela última vez aos 26 e Latynina aos 29, chegando a competir grávida.
Na década seguinte, meados de 1970, a idade das ginastas teve uma acentuada redução real — como Nadia Comaneci competindo aos quatorze anos e Ludmilla Tourischeva aos dezesseis — e com isso, os problemas com ginastas pré-adolescentes teve início, decorrentes dos pedidos de exceções para ginastas de doze e treze anos, como a canadense Karen Kelsall e a norte-americana Tracee Talavera. No ano de 1981, em resposta a estes quase constantes pedidos e ao aumento das exigências físicas e psicológicas do desporto, a FIG decidiu aumentar a idade das ginastas para quinze anos. Tal regra vigorou até o ano de 1997, quando a idade fora novamente aumentada, dessa vez para dezesseis anos — para competições olímpicas e quinze para as demais. No entanto, esta regra é constantemente debatida, pois as ginastas com menos de dezesseis competem sob o mesmo código de exigência.
A falsificação da idade consiste na prática de aumentá-la a fim de poder disputar provas na categoria sênior, no intuito de obter as vantagens físicas debatidas em estudos médicos. Esta prática, até pouco tempo não era rara e coincidia com as alterações feitas pela entidade. Por vezes, os próprios atletas iam à TV confessar o ato ilegal de forjarem suas certidões ou tê-los expostos à imprensa. Daniela Silivas é um exemplo de ginasta que teve sua idade adulterada em dois anos — treze para quinze — com o consentimento de funcionários da federação romena. A ginasta revelou a falsificação em uma entrevista dada no ano de 2002.
Como punição à violação da regra de Requerimentos etários, a FIG prevê a perda de todos os ganhos em uma competição, a desqualificação do atleta e por conseguinte, da equipe. O mais recente caso — absolvido — envolveu as ginastas medalhistas de ouro nas Olimpíadas de Pequim 2008: as chinesas Lilin Deng, Kexin He, Yilin Yang e Yuyuan Jiang.

### Regulamento geral de competições

Símbolo oficial da modalidade

Para a obtenção do resultado completo de um campeonato de ginástica artística, os ginastas devem participar de quatro competições, cada uma delas com características e objetivos próprios, sendo assim denominadas: Competição I (Qualificatória), Competição II (Final Individual Geral), Competição III (Final Individual por Prova) e Competição IV (Final por Equipes). Abaixo, são apresentados os detalhes de organização, participação, qualificação e desenvolvimento de cada uma destas competições:
- Competição I (C I) — a competição I objetiva a qualificação para as competições finais (C II, C III e C IV) e ainda determina a classificação das equipes a partir do 9º lugar e dos ginastas a partir do 25º lugar. As oito primeiras equipes aqui qualificadas definirão as suas classificações na Final por Equipes (C IV) e os 24 ginastas melhores qualificados individualmente definirão as suas classificações na Final Individual Geral (C II). Da C I participam todas as equipes e todos os ginastas individuais inscritos no evento. Somente os ginastas que competem em todas as provas poderão se qualificar para participar da Final Individual Geral (C II). O Campeonato Mundial que antecede os Jogos Olímpicos define as equipes e os ginastas individuais que participarão dos JO, considerando os resultados obtidos na C I.
- Competição II (C II) — a competição II é a Final Individual Geral (All Around Finals). Dela participam os 24 ginastas mais bem classificados individualmente na C I, sendo permitida a participação de no máximo dois ginastas de cada nacionalidade. Na C II os ginastas executarão uma nova série em cada uma das provas e somente um salto, desconsiderando, para o resultado desta competição, as notas obtidas na C I. Ao término da competição serão somadas as notas obtidas por cada ginasta em cada prova, chegando ao total de pontos de cada um, sendo então confrontados os totais de cada participante para se chegar à classificação individual geral. O ginasta que obtiver o maior somatório de pontos será considerado o vencedor da competição.
- Competição III (C III) — a competição III é a Final por Provas, onde é definida a classificação individual de cada uma das provas. Estarão qualificados para esta competição os oito ginastas que obtiveram as pontuações mais altas na C I, em cada uma das provas, sendo permitida a participação de no máximo dois ginastas de cada nacionalidade em cada prova. Os oito ginastas qualificados executam uma nova série na prova na qual se classificaram, sendo que no salto os ginastas deverão executar dois diferentes. Em cada prova, a classificação final será definida pelas notas obtidas pelos ginastas em cada uma delas, nesta competição (C III), sendo vencedor aquele que obtiver a maior nota.
- Competição (C IV) — a competição IV é a Final por Equipes (em inglês: team final). Desta fase participam as oito equipes que obtiveram as maiores pontuações na C I. Nesta competição os ginastas das equipes qualificadas executarão uma nova série em cada prova e somente um salto. Todas as notas obtidas nesta competição entram na totalização dos pontos da equipe. A classificação final das equipes é determinada pelas pontuações obtidas após as rotações.

### Julgamento do desempenho
A série, em cada aparelho, é julgada por um grupo de árbitros que aplicam o Código de Pontos. Eles ficam divididos em dois grupos: o que avalia o valor da série (banca de arbitragem A) e o que avalia a execução (banca de arbitragem B). Com exceção do salto, todas as séries tem um valor de partida, dado pelos árbitros da banca A. Esta regra foi adotada pela FIG em 2006, quando ficara decidido separar as notas de dificuldade das notas de execução, após protestos sobre favorecimentos nas Olimpíadas de Atenas 2004. Para poderem avaliar uma série, os árbitros dividem os elementos em sete grupos de valor, são eles: A, B, C, D, E, F, G, H e I (somente no solo feminino), onde "A" é o elemento mais fraco e "I", o elemento mais forte. Nesse caso, todos os aparelhos têm em comum a necessidade de uma série com os elementos citados em suas respectivas quantidades (somando um total obrigatório de oito), com exceção do salto, já que cada um possui um valor máximo já pré-estabelecido.
O julgamento, enfim, é feito baseado na soma das notas A e B. Desse modo tem-se o seguinte cálculo: Supondo que um ginasta tenha sua nota de partida, avaliada pela banca A, em 6,500 e suas notas de execução, avaliadas pela banca B, em 9,500 - 9,250 - 9,100 - 9,500 - 10,000 - 9,500. Primeiro, retira-se a maior e a menor notas. Depois, tira-se a média B, que nesse caso é de 9,437. A nota final do ginasta, desse modo é de 15,937 (A + B).

## Principais competições

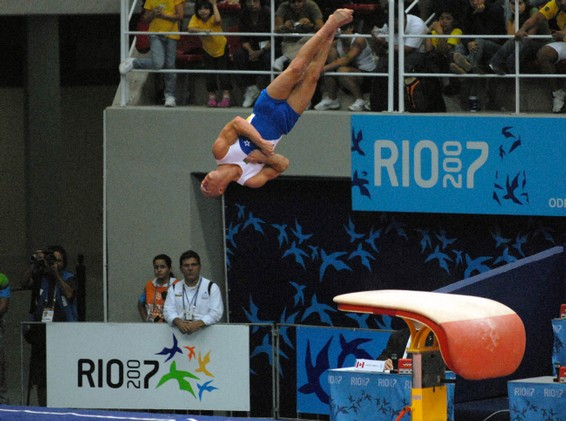
Diego Hypólito no Pan-Americano 2007 - Salto sobre a mesa

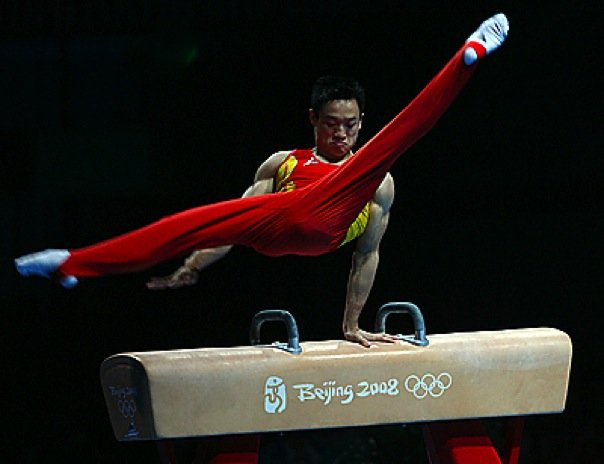
Em apresentação nos Jogos Olímpicos de 2008, o chinês Yang Wei

É vasta a quantidade de campeonatos de ginástica artística, seja no âmbito mundial, seja no âmbito nacional. Segue abaixo uma lista das principais competições da modalidade. As competições que reúnem os ginastas de todo o mundo são:
- Jogos Olímpicos — de quatro em quatro anos, reúne os ginastas classificados para os eventos. Aquela nação que não conseguir qualificar uma equipe, está apta a enviar até três competidores para representá-la.[83]
- Campeonato Mundial — desde 1999 sua realização é anual. Esta competição possui caraterística singular - Dependendo do ano, pode apresentar ou não determinado tipo de evento. Em Debrecen - 2002 por exemplo, não houve a disputa por equipes e do individual geral.
- Copa do Mundo — torneio realizado por temporada. É dividido em etapas que acontecem durante o ano. Sua final reúne os ginastas classificados durante as etapas anteriores.[84] De acordo com o novo regulamento, a final desta competição dá direito ao vencedor de disputar os Jogos Olímpicos.

Existem ainda as competições regionais, conhecidas pela competitividade entre os atletas participantes e onde se conhecem os favoritos continentais:
- Campeonato Africano — realizado de três em três anos. É onde reúnem-se os ginastas de todo o continente africano.
- Jogos Asiáticos — realizado a cada quatro anos. Reúne todas as nações do continente asiático.
- Campeonato Europeu — em 2004, começou a ser realizado todos os anos. É onde reúnem-se os ginastas do continente europeu. Esta competição é conhecida por seu alto nível e por reunir nações sempre favoritas nos Jogos Mundiais, como a Rússia e a Romênia.
- Jogos Pan-Americanos — realizado de quatro em quatro anos. É onde reúnem-se os ginastas dos três continentes americanos: Sul, Central e Norte. São realizados desde os Jogos de 1951, em Buenos Aires.[85]
- Jogos Sul-Americanos — competição realizada a cada quatro anos. É onde reúnem-se os ginastas do continente sul-americano.

### Presença nos Jogos Olímpicos
A ginástica artística está presente nos Jogos Olímpicos[f] da era moderna desde a sua primeira edição, em Atenas (1896). A equipe vencedora da primeira disputa olímpica foi da Alemanha, com o total de nove medalhas, seguida da Grécia e da Suíça. A primeira participação feminina, no entanto, só se deu em 1928, na edição de Amsterdã, onde saiu-se vitoriosa a equipe anfitriã. Historicamente, ao longo das edições, aparelhos e competições foram retirados do quadro competitivo, enquanto outros foram inseridos. Em decorrência da Primeira Guerra Mundial, a edição de 1916 não fora realizada, o mesmo acontecendo com as edições de 1940 e 1944, por conta da Segunda Grande Guerra. E em outras duas ocasiões - Moscou 1980 e Los Angeles 1984 - ocorreram os maiores boicotes da história dos Jogos, liderados pelos norte-americanos e soviéticos. No caso das competições nos Jogos, o Comitê Olímpico Internacional é o responsável pela organização do evento, incluindo os critérios de desempate.
Quadro de medalhas
O quadro abaixo mostra as nações que mais subiram ao pódio na história dos Jogos Olímpicos. e demonstra a superioridade numérica da União Soviética, tanto no total de medalhas, quanto nas parciais ouro, prata e bronze. A Romênia, apesar de possuir um número maior de medalhas de ouro, possui um total inferior ao da Alemanha. Na contagem, foram incluídas as conquistas russas - para a União Soviética — e alemãs orientais — para a Alemanha. Os resultados incluem as disputas masculinas e femininas, e a porcentagem fora retirada do total de medalhas disputadas: das 810, 503 estão distribuídas entre as cinco mais bem sucedidas nações listadas.
| Nações                    |     |     |     | Somatório | %  |
| ------------------------- | --- | --- | --- | --------- | -- |
| União Soviética           | 80  | 74  | 54  | 208       | 26 |
| Japão                     | 28  | 31  | 33  | 92        | 11 |
| Estados Unidos da América | 23  | 28  | 5   | 76        | 9  |
| Alemanha                  | 17  | 21  | 27  | 65        | 8  |
| Romênia                   | 22  | 19  | 23  | 64        | 8  |
| Total                     | 170 | 173 | 160 | 503       | 62 |

### Campeonatos Mundiais
A origem dos Campeonatos Mundiais adveio das ideias do até então presidente da Federação Francesa de Ginástica, Charles Gazalet. Junto a outros ginastas, ele contrariou a vontade do presidente da FEG — como inicialmente a FIG era denominada —, que se vira obrigado a concordar com o desejo da maioria: A prática da modalidade voltada às competições. Assim, o primeiro Torneio Internacional foi realizado em 1903 e continuou com este nome até 1934, quando passaram e ser denominados Campeonatos Mundiais. Estes campeonatos sofreram também algumas transformações e atualmente o Mundial[i] realizado no ano anterior aos Jogos Olímpicos serve para selecionar os ginastas e as nações que deverão participar dos Jogos.
Depois das Olimpíadas, o Mundial é a competição mais importante da modalidade. Realizados de dois em dois anos, mais tarde (1922) passaram a ter suas edições apenas de quatro em quatro. Em 1999 passou a ser disputado anualmente com exceção dos anos em que a ginástica está presente nos Jogos Olímpicos.

## Prática pelo mundo
Abaixo seguem as principais nações destacadas nas duas maiores competições globais, com seus maiores campeões e melhores desempenhos em número, apresentações e inovações:

### União Soviética, Rússia e Ucrânia

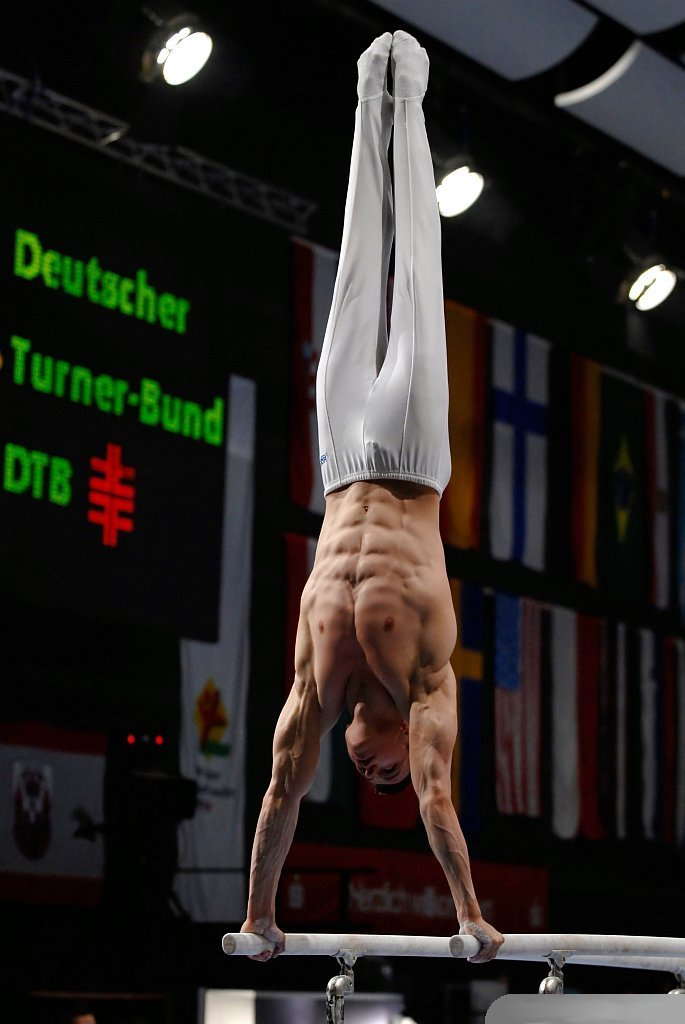
Ginasta na Turnier der Meister 2006, Copa do Mundo de Ginástica Artística, em Cottbus, 2006

Até o desmembramento da União Soviética em 1991, os ginastas que a representavam, em particular as equipes femininas, foram a força dominante em todas as competições oficiais das modalidades.
Entre os anos de 1952 e 1992, as equipes soviéticas conquistaram quase todas as medalhas coletivas dos Campeonatos Mundiais e Jogos Olímpicos, exceto durante o pentacampeonato olímpico dos japoneses, bem como as dos eventos individuais. Para o feminino, as exceções coletivas foram os Jogos de 1984 em Los Angeles, no qual não competiram devido ao boicote do Bloco do Leste, e os Campeonatos Mundiais de 1966 (Tchecoslováquia), 1979 (Romênia) e 1987 (Romênia). Seus maiores destaques durante esses quarenta anos foram a ucraniana Larissa Latynina, a maior medalhista na história olímpica, com dezoito no total, seguida de Olga Korbut, que deu à ginástica um grande crescimento popular, Ludmilla Tourischeva e Nellie Kim. Já no masculino, os grandes destaques foram Viktor Chukarin, Nikolai Andrianov, um dos maiores destaques das Olimpíadas de Moscou, e Vitaly Scherbo.
Depois da separação, a Rússia manteve sua tradição de excelência competitiva, com medalhas em todas as competições femininas e masculinas. Durante a segunda metade da década de noventa, a ginasta a destacar-se foi Svetlana Khorkina — três vezes campeã europeia. No entanto, nas Olimpíadas de 2004, o esporte apresentou seu primeiro sinal de crise: a conquista de apenas um terceiro lugar por equipes. Em Pequim 2008, a dificuldade concretizou-se, preludiada pelo mal desempenho da equipe no Mundial de 2007: a Rússia, pela primeira vez em uma competição olímpica feminina, estava fora de todos os pódios. Seu destaque durante os anos 2000 foi Ksenia Semenova, única medalhista russa no Campeonato Mundial de Stuttgart em 2007, quarta colocada nas Olimpíadas de Pequim e campeã europeia em 2009.
A Ucrânia, todavia, não manteve uma equipe competitiva, embora possua bons ginastas a nível individual. Lilia Podkopayeva, a vencedora do concurso geral em Atlanta 1996, é um exemplo. Nos anos que se seguiram até 2009, não obteve resultados expressivos, apenas medalhas individuais em provas masculinas.

### Romênia
O primeiro grande êxito da equipe romena foi nos Jogos Olímpicos de 1976, em Montreal, com os bons desempenhos de Nadia Comaneci, que atingira o primeiro dez olímpico, repetido em trinta outras ocasiões ao longo de sua carreira. A partir daí, o país tornou-se pioneiro em métodos inovadores de treino, com técnicos como Béla Karolyi. A Romênia destaca-se especialmente nas competições por equipes femininas e por ter sido uma das duas nações a derrotar a equipe soviética em competições de nível internacional antes de 1991. No masculino, apesar de nunca terem conquistado medalhas coletivas em Olimpíadas e Campeonatos Mundiais, o ginasta Marius Urzica subiu ao pódio olímpico em três edições consecutivas (1996-2004), ao conquistar medalhas nas provas do cavalo com alças. Já nos Campeonatos Europeus até 2009, por cinco vezes o ginasta Marian Dragulescu foi medalhista no solo, sendo em três delas, o campeão.
Em Atenas 2004, sua competitividade feminina tornou-se evidente: a seleção conquistou medalhas de ouro por equipes e no individual geral, destacando a ginasta Catalina Ponor, três vezes primeira colocada. Quatro anos mais tarde, ainda manteve-se no pódio, à frente da Rússia, com uma medalha de bronze por equipes e uma de ouro, no solo, conquistada pela estreante Sandra Izbasa, que manteve o título do aparelho com a nação. No total, as senhoras são tricampeãs por equipes, duas delas consecutivas.

### Tchecoslováquia
O país construiu sua tradição ao longo de 36 anos (de 1934 a 1970) e teve como sua maior representante a ginasta Vera Caslavska, com títulos como o bicampeonato olímpico no individual geral. Enquanto equipe, as tchecas conquistaram seis medalhas olímpicas, com uma de ouro, em 1948. Já em Mundiais, foram sete as conquistas, totalizando dessas, três vitórias. Entre os homens, coletivamente, a soma de medalhas também é de sete, embora as vitórias sejam superiores (4). Em Jogos Olímpicos, foi apenas uma medalha. o mais expressivo foi o ginasta Joseph Czada, campeão mundial na edição de 1907.
A exemplo da Romênia, a equipe feminina tcheca também superou a União Soviética em um campeonato internacional.

### Estados Unidos

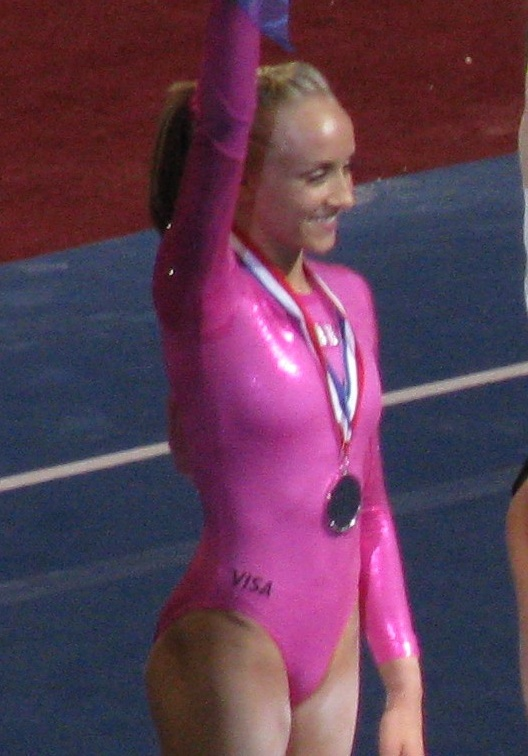
A campeã olímpica 2008, Nastia Liukin

Até meados da década de 1980, os Estados Unidos, no feminino, eram um país sem maiores conquistas na ginástica artística, a exceção para as vitórias de Mary Lou Retton, em 1984, e a primeira medalha internacional, de Cathy Rigby, em 1970. O primeiro título mundial chegou em 1991, com Kim Zmeskal, e as primeiras medalhas por equipes foram alcançadas nos Jogos de Barcelona 1992 (bronze) e Atlanta 1996 (ouro), com destaque para Shannon Miller, medalhista por cinco vezes em uma única edição olímpica. Em Atenas 2004, o ouro não fora repetido, mas a equipe americana manteve-se no pódio, com uma medalha de prata, repetida em Pequim 2008, no feminino. Nas duas últimas Olimpíadas, o ouro do individual geral manteve-se com as norte-americanas: Na Grécia, Carly Patterson tornou-se a medalhista de ouro. Na China, foi a ginasta Nastia Liukin a campeã. Entre os homens, destacam-se Anton Heida e Paul Hamm, que fora campeão olímpico em 2004. Enquanto equipe, os norte-americanos também saíram-se vitoriosos em uma edição olímpica: 1984. Em Mundiais, apesar de não possuir nenhum título coletivo até o ano de 2009, Hamm também conquistara uma vitória no concurso geral. Entre os eventos retirados das competições, os estadunidenses conquistaram dezoito medalhas.
No ciclo 2009-2012, os Estados Unidos contaram com uma competitiva equipe feminina, vencedora do Mundial de Stuttgart 2007, que apareceu entre as favoritas ao ouro. Shawn Johnson e Nastia Liukin lideraram a qualidade da seleção. No masculino, Jonathan Horton, medalhista de prata na barra fixa nos Jogos de Pequim, foi o destaque da nação.

### Alemanha
Foi uma das primeiras nações a ser bem sucedida em Jogos Olímpicos e Mundiais de Ginástica tanto no feminino, quanto no masculino. Entre suas conquistas estão nove medalhas na primeira participação da ginástica artística em Olimpíadas, sendo cinco delas de ouro. Seus destaques na época foram Alfred Schwarzmann — campeão olímpico nos Jogos de 1936 —, Konrad Frey — medalhista de ouro na barra fixa e no cavalo com alças —, Karin Janz e Maxi Gnauck. Enquanto equipe, a Alemanha possui dois títulos olímpicos: um feminino e um masculino. Após a divisão, os alemães orientais foram superados pelos soviéticos e japoneses. Em mundiais, a situação fora semelhante.
Nos anos 2000, o país não contou com equipes competitivas ao pódio mundial. Porém, é constantemente representado por bons ginastas a nível individual. Fabian Hambüchen e a uzbeca naturalizada alemã, Oksana Chusovitina foram destaques pela nação, como medalhistas em Olimpíadas, Campeonatos Mundiais e Europeus.

### Hungria
Entre 1936 e 1956, o país viveu o seu auge no esporte: foi por dez vezes medalhista olímpico, com destaque para Ágnes Keleti, conquistando medalhas nas primeiras edições em que a ginástica feminina entrou nos Jogos. Antes das décadas de 1980 e 1990, sua qualidade decaiu, a depender dos bons resultados dos atletas individualmente inseridos nas competições. Quando Henrietta Ónodi conquistou medalhas olímpica e mundial no salto, a nação voltou a ter a qualidade antes respeitada na ginástica feminina. A masculina teve como destaque individual o competidor Zoltan Magyar, bicampeão olímpico do cavalo com alças e três vezes medalhista de ouro neste aparelho, em Campeonato Mundiais.

### Japão
Foi a grande potência dominadora dos eventos masculinos nas décadas de 1960 e 1970 com cinco medalhas de ouro olímpicas consecutivas. Entre seus destaques estão Takashi Ono — o primeiro ginasta japonês a sair-se vitorioso em uma Olimpíada — Sawao Kato e Yukio Endo. A qualidade dos atletas japoneses continuou até o sucesso dos Jogos de Atenas 2004, com ginastas como Naoya Tsukahara. No feminino, a ginástica japonesa possui como representante de destaque, Keiko Ikeda — única medalhista de ouro em um Campeonato Mundial e medalhista de bronze por equipes, nos Jogos de Tóquio. Nos anos 2000, encontrou-se com ginastas, como Koko Tsurumi, disputando as finais dos mais expressivos eventos da modalidade.

### China

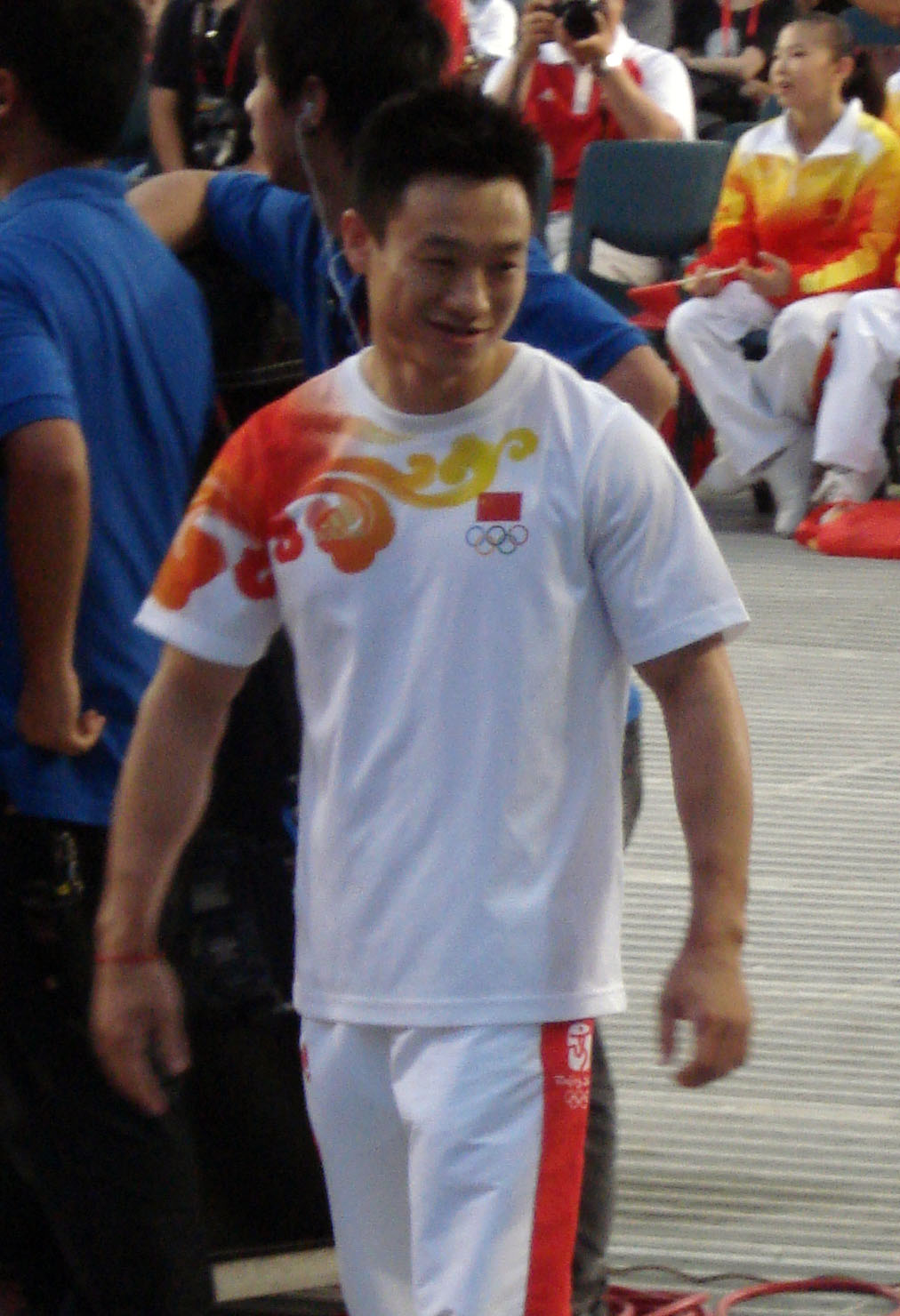
O campeão olímpico 2008, Yang Wei

A ginástica chinesa não possui uma longa tradição, mas seu crescimento, com destaque para a equipe feminina, nos últimos oito anos fora muito expressiva, elevando o status da nação à potência.
No feminino, em 2006, as chinesas obtiveram, no Campeonato Mundial Aarhus, a primeira colocação na disputa por equipes. Em 2007, no Mundial de Ginástica de Stuttgart, as atletas conquistaram o segundo lugar, em uma inversão de pódio com as norte-americanas. Em Pequim 2008, as atletas alçaram ao primeiro lugar do pódio, invertendo novamente as posições com as estadunidenses (campeãs em 2007). Outras medalhas ainda foram conquistadas nestes Jogos, como a de ouro da jovem Kexin He, nas barras assimétricas. Entre os homens, o ouro por equipes nos Jogos Olímpicos de Sydney 2000 e sete medalhas de ouro, das nove disputadas em Pequim, foram conquistadas por eles, tornando a equipe masculina a favorita nas competições realizadas até 2009.
Em 1984, o primeiro ginasta a obter grande êxito foi o polimedalhista Li Ning, que nos Jogos de Los Angeles conquistou seis medalhas, sendo três delas de ouro. Entre as mulheres, Ma Yanhong — primeira vencedora entre homens e mulheres em um Mundial — foi o nome de destaque. Os ginastas Chen Yibing, Cheng Fei e Zou Kai também destacaram-se entre os membros das equipes.

### Brasil

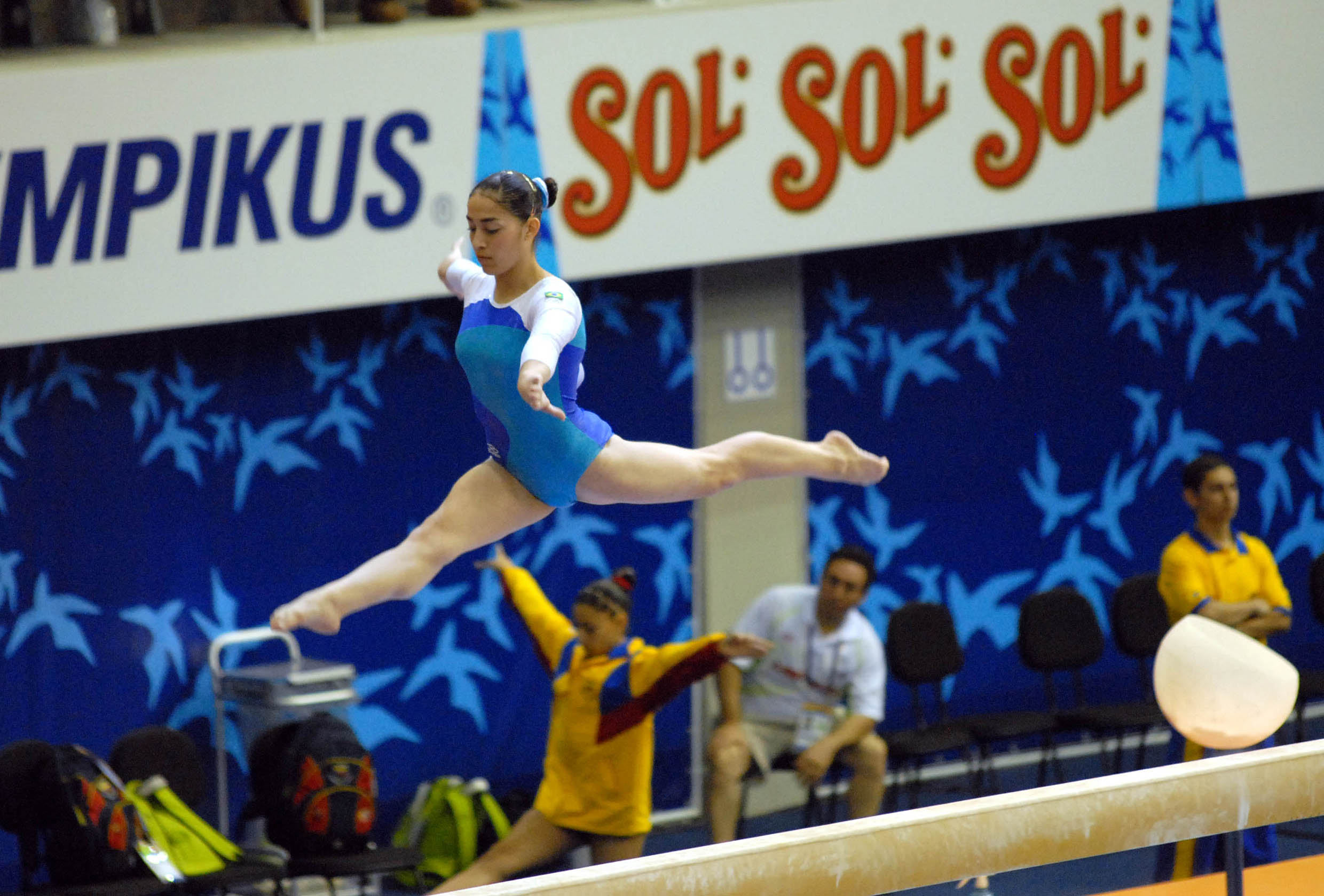
Daniele Hypólito, sobre a trave, no Pan 2007

O Brasil, entre as nações lusófonas, destacadas no meio gíminico pelo crescente aperfeiçoamento e práticas nacionais. Os brasileiros já participaram em finais olímpicas por equipes, tanto com a seleção masculina quanto com a feminina. Entre seus ginastas de destaque estão nomes como Daiane dos Santos, Jade Barbosa, Daniele Hypólito, Laís Souza e Diego Hypólito. Internacionalmente, a nação, até 2011, conquistou nove medalhas em Mundiais, sendo três de ouro, três de prata e três de bronze, das quais sobressaíram-se os ouros de Hypólito e Daiane nos exercícios de solo. Nos Jogos Olímpicos de Londres, em 2012, Arthur Zanetti conquistou a primeira medalha olímpica individual para o país, ao encerrar na primeira colocação nas argolas. Além, Sérgio Sasaki foi o décimo melhor ranqueado na prova geral individual, novamente a melhor posição para o país. Na Rio 2016, Diego Hypólito e Arthur Nory, fizeram pela primeira vez na ginástica brasileira uma dobradinha no pódio, Diego e Arthur fizeram juntos a final do solo e ficaram com a medalha de prata e a de bronze, respectivamente. Nas olimpíadas de Tóquio 2020, Rebeca Andrade, recebeu a medalha de prata no individual geral, e a medalha de ouro na final do salto, se tornando a primeira ginasta brasileira a conquistar 2 medalhas numa mesma edição dos Jogos Olímpicos. Nas olimpíadas de Paris, em 2024, o país voltou a conquistar quatro  medalhas, sendo uma de bronze na competição feminina por equipes, duas de prata, no salto e no individual geral, e uma de ouro, no solo, as três últimas para Rebeca Andrade.

### Itália
De 1912 a 1932, a seleção masculina italiana foi o grande destaque das Olimpíadas - venceu quase todas as disputas por equipes, a exceção de 1928. Os destaques da época eram Alberto Braglia — bicampeão olímpico do concurso geral — e Giorgio Zampori. Em 1952, a equipe italiana, assim como as demais nações, fora superada pela chegada da União Soviética. Atualmente, possui como destaque, a ginasta Vanessa Ferrari, vencedora do Campeonato Mundial de Aarhus em 2006. Entre os homens, até os Jogos de Atenas, Jury Chechi foi o destaque, como campeão das argolas e duas vezes medalhista olímpico.

### Nações emergentes
A Coreia do Norte, com Hong Su Jong e Hong Un Jong nas provas de salto, destacaram o país na modalidade feminina. Canadá e Espanha possuem equipes masculinas e femininas competitivas, com destaque para o espanhol Gervasio Deferr e o canadense Kyle Shewfelt. A Austrália, medalhista de bronze no Mundial de 2003 em Anaheim, teve como destaques, Monette Russo e Lauren Mitchell, também medalhistas em Mundiais. França e Grã-Bretanha, tanto como equipe, quanto individualmente cresceram em qualidade, entrando nas competições com ginastas medalhistas como Emilie Le Pennec, Elizabeth Tweddle e Louis Smith.

### Portugal e demais nações lusófonas
Portugal, não possui nenhuma conquista continental e mundial, mas competiu em provas femininas com a ginasta Zoi Lima, medalhista de bronze em uma etapa da Copa do Mundo. No masculino, o ginasta de maior destaque é Manuel Campos, que nas Universíadas de Belgrado, em 2009, foi o terceiro melhor atleta europeu na fase classificatória do individual geral.
Entre Angola, Guiné-Bissau, Moçambique e São Tomé e Príncipe, destacam-se o país angolano, que em 2009 decidiu investir mais nesta prática esportiva, e a nação moçambicana, que em 2006 apresentou um projeto iniciado no ano seguinte, visando o crescimento da modalidade artística.

## Galeria

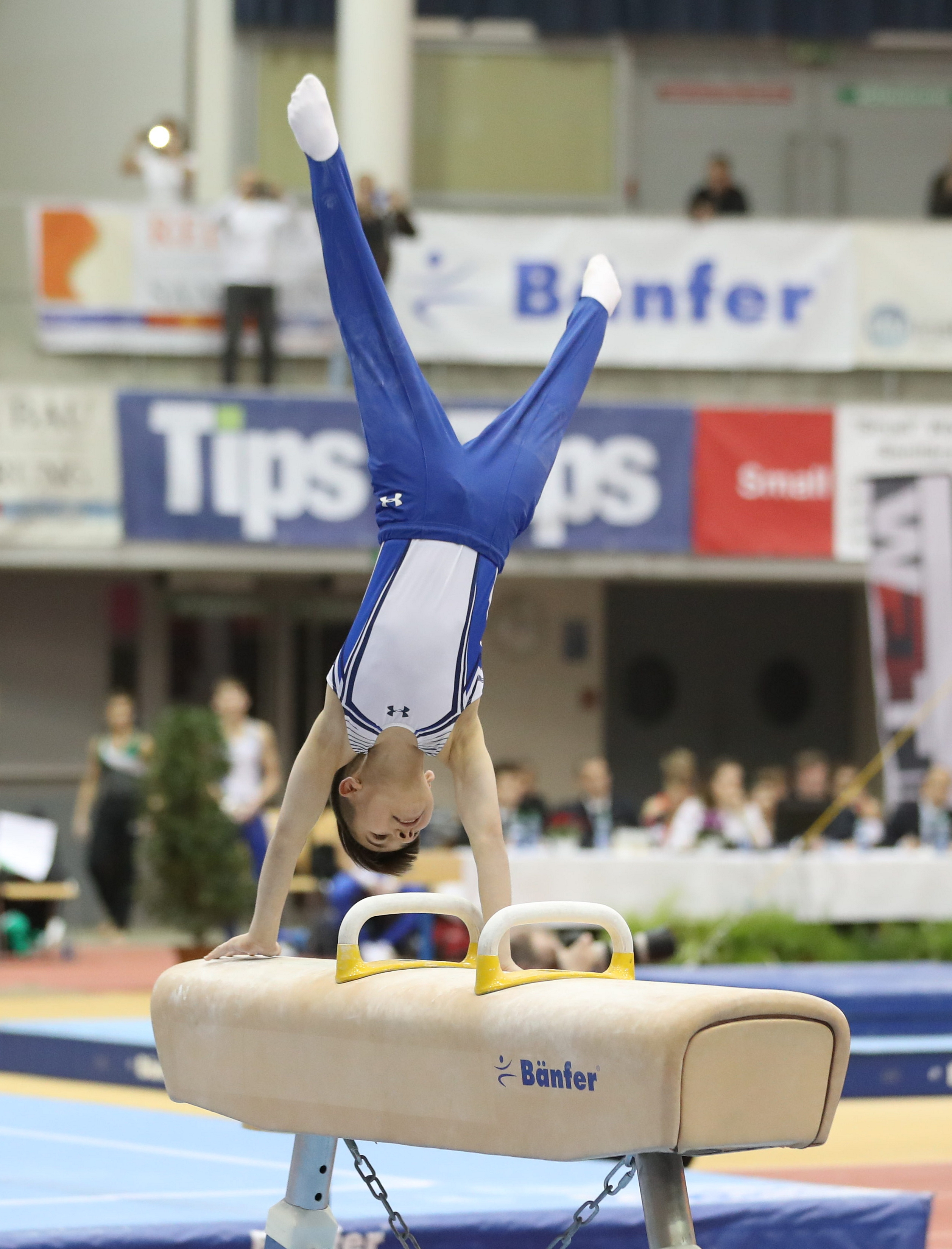
Busnari sobre o cavalo.
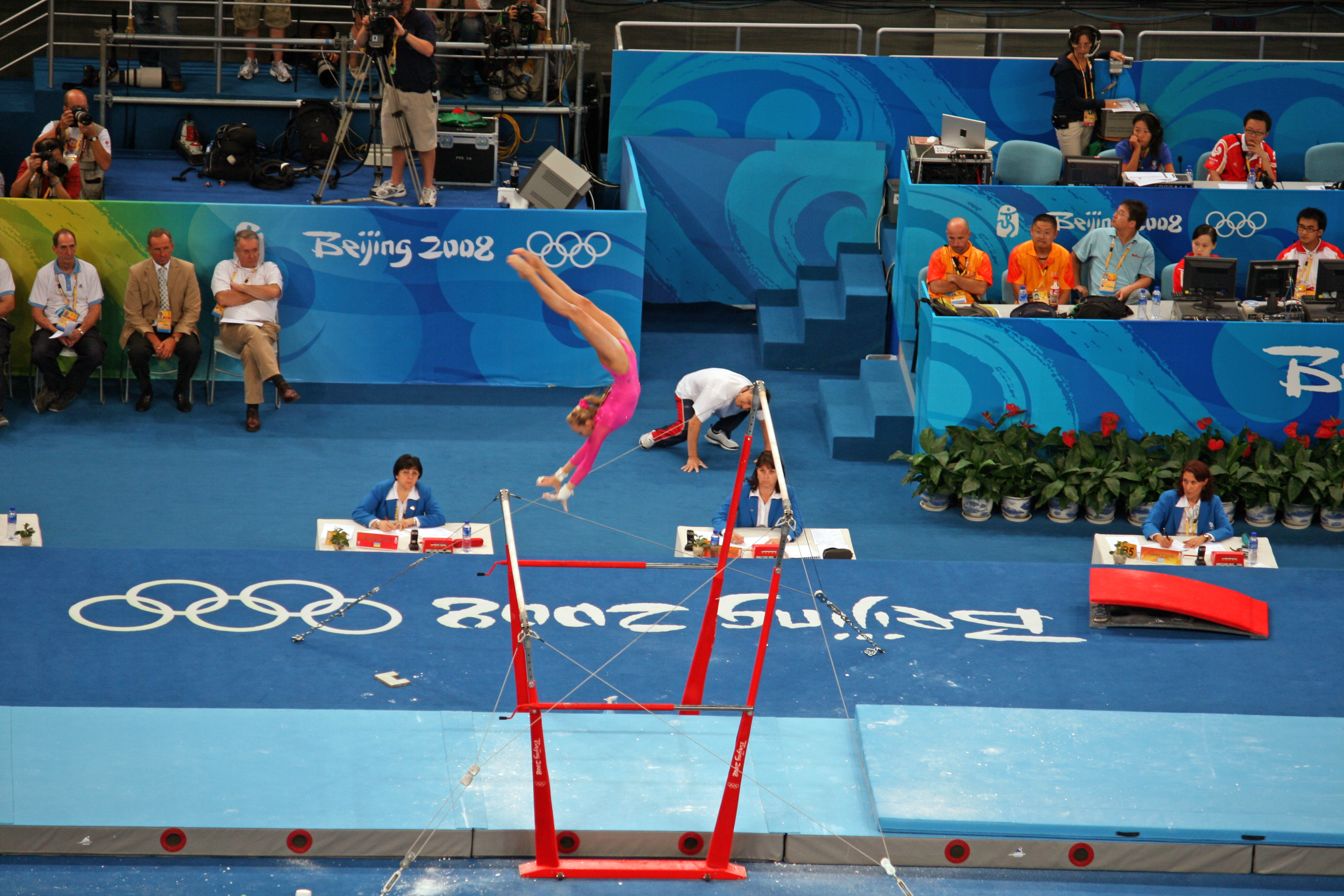
Salto Pak.
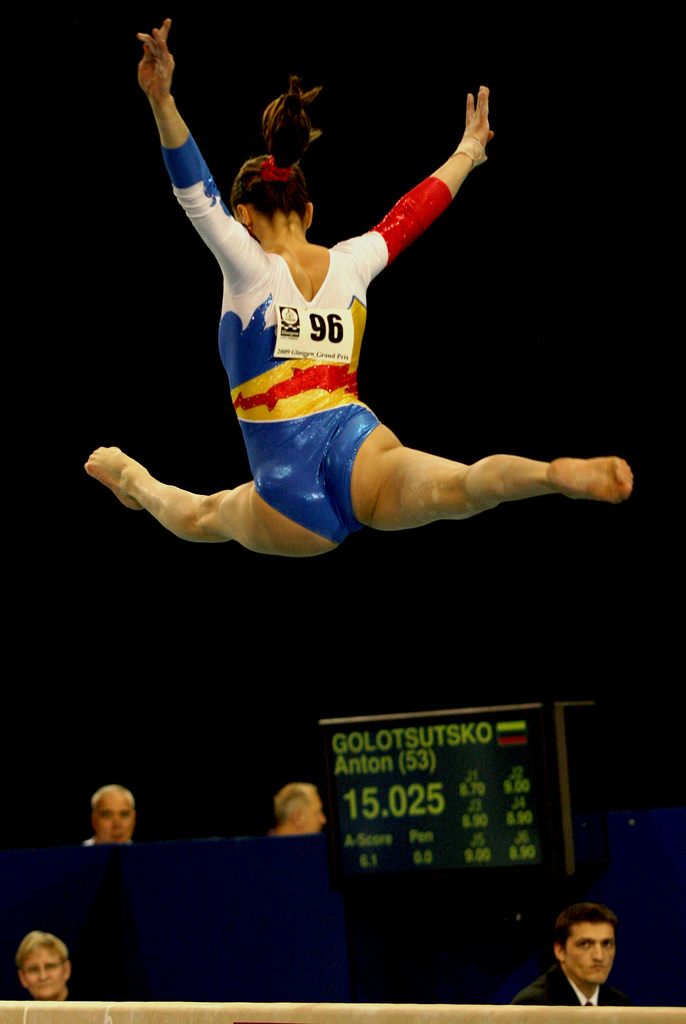
Salto espalhado na trave.
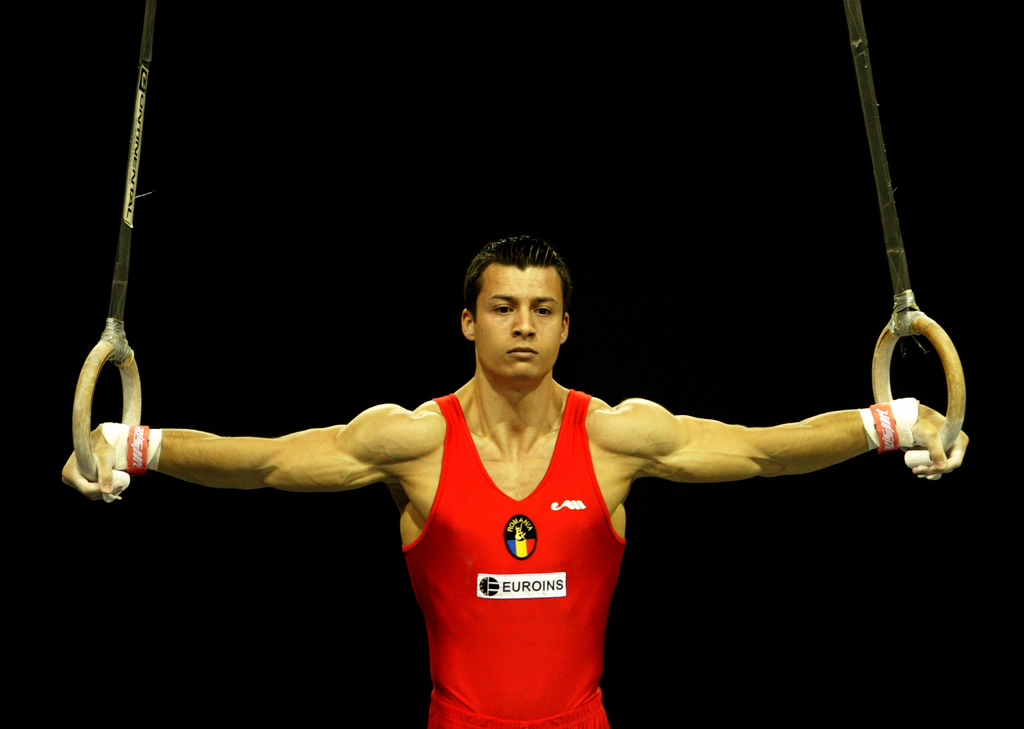
Crucifixo nas argolas
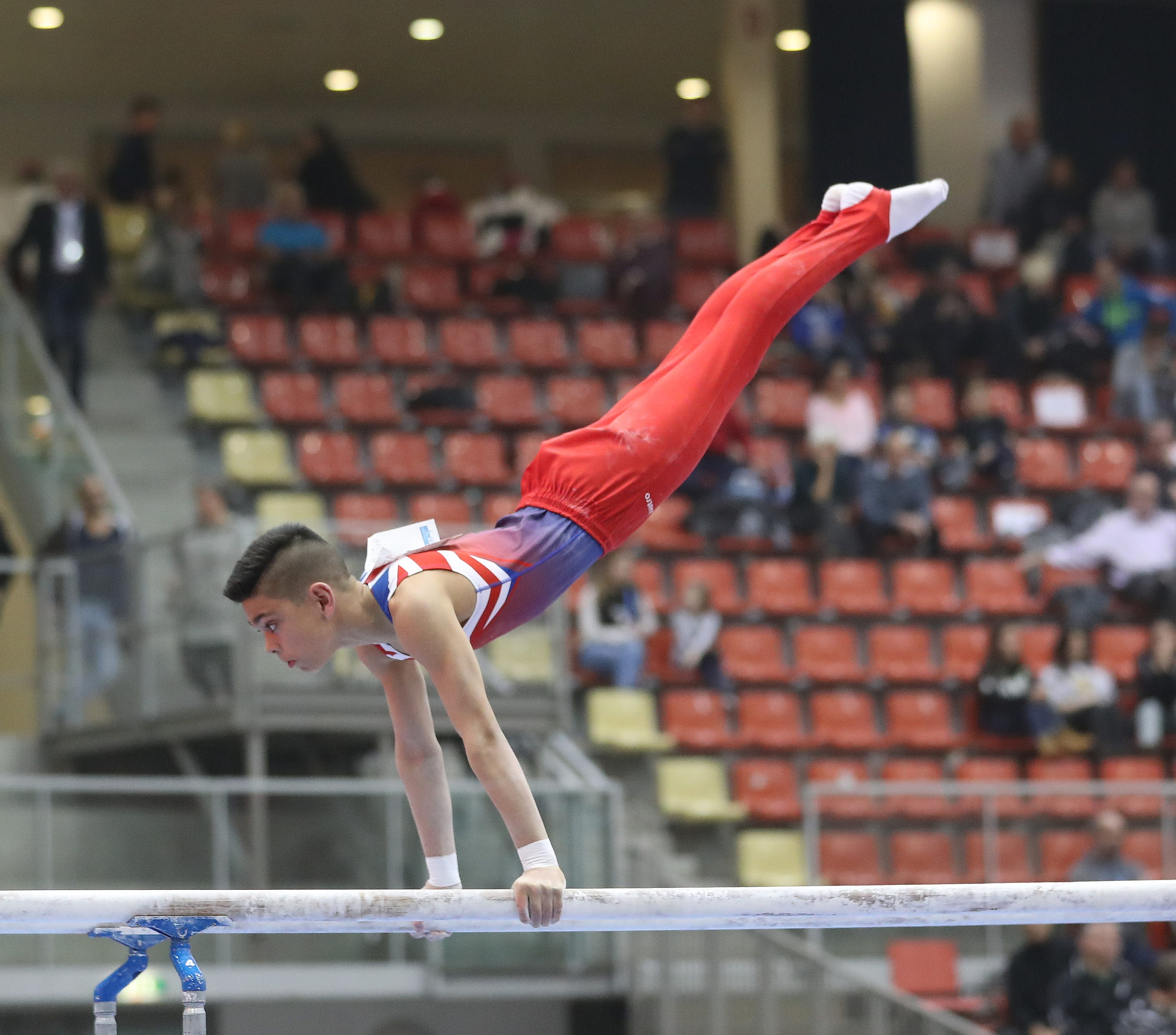
Execução do Diamidov
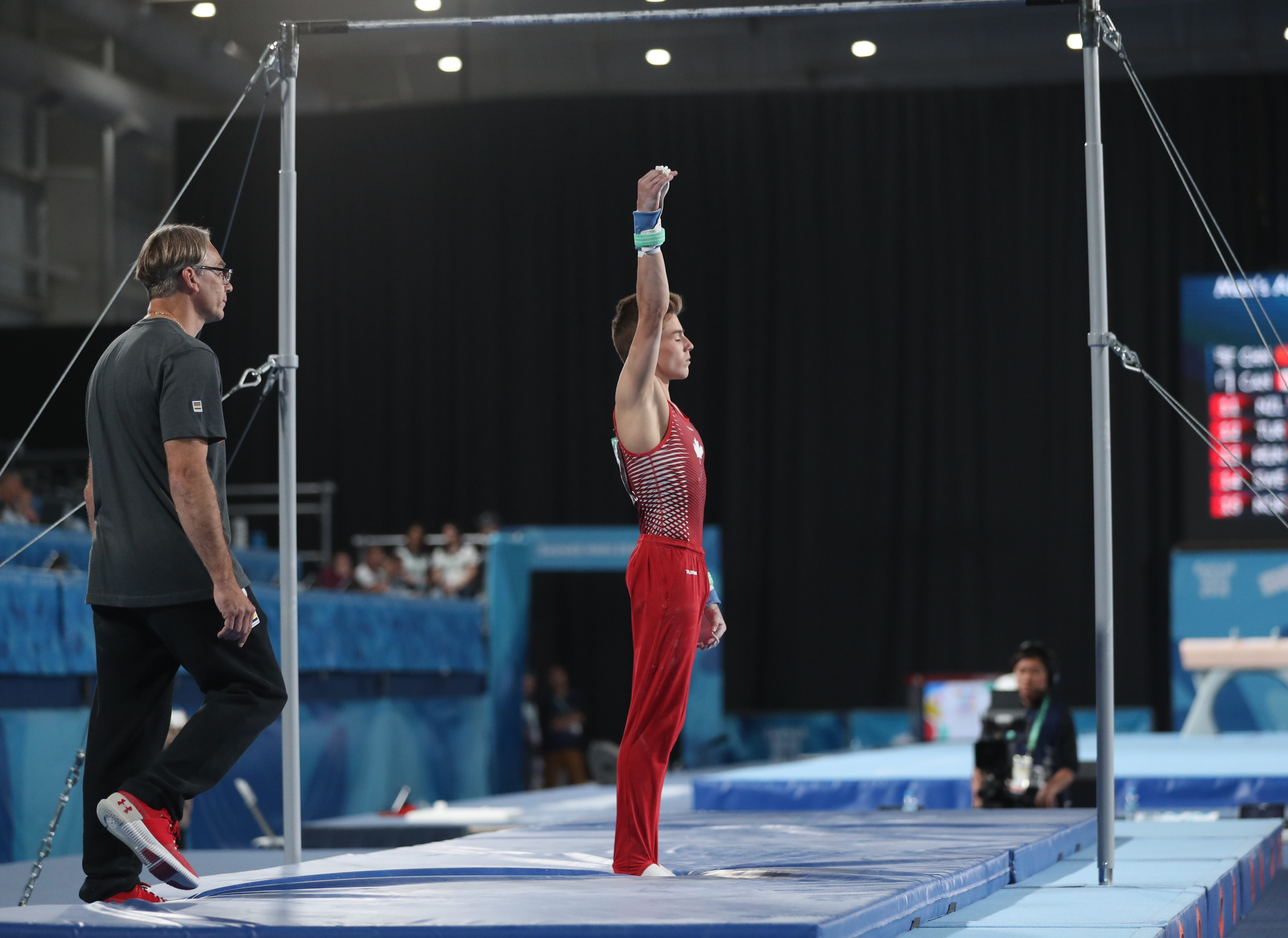
Ginasta envia sinal ao júri de que está pronto para o exercício.
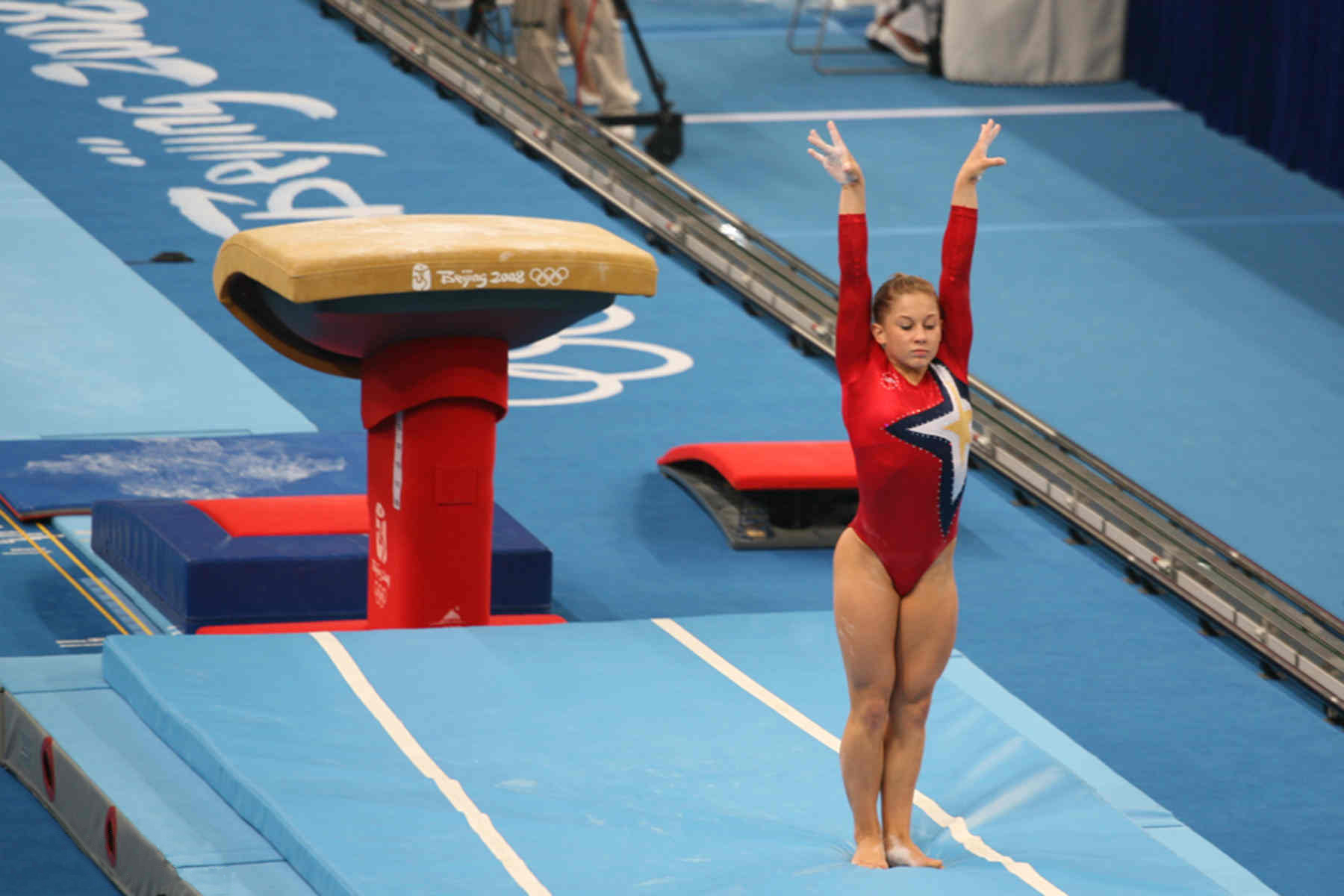
Finalização de salto sobre a mesa.
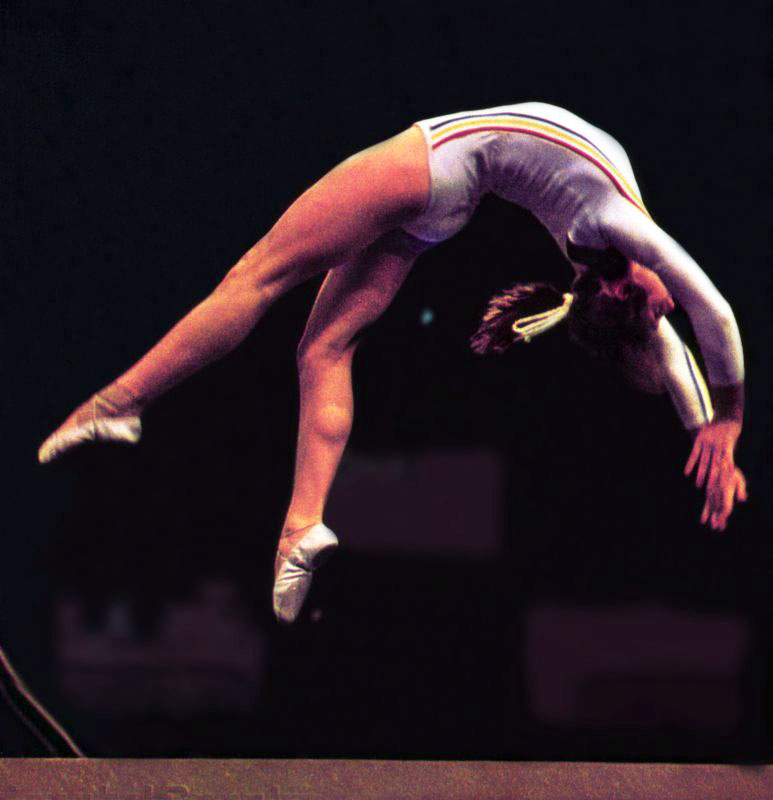
Nadia Comaneci na trave nas Olimpíadas de 1976.
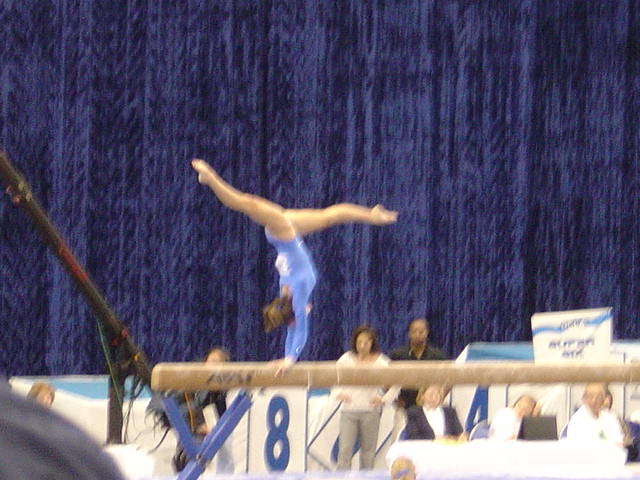
Ginasta em exercícios na trave de equilíbrio.
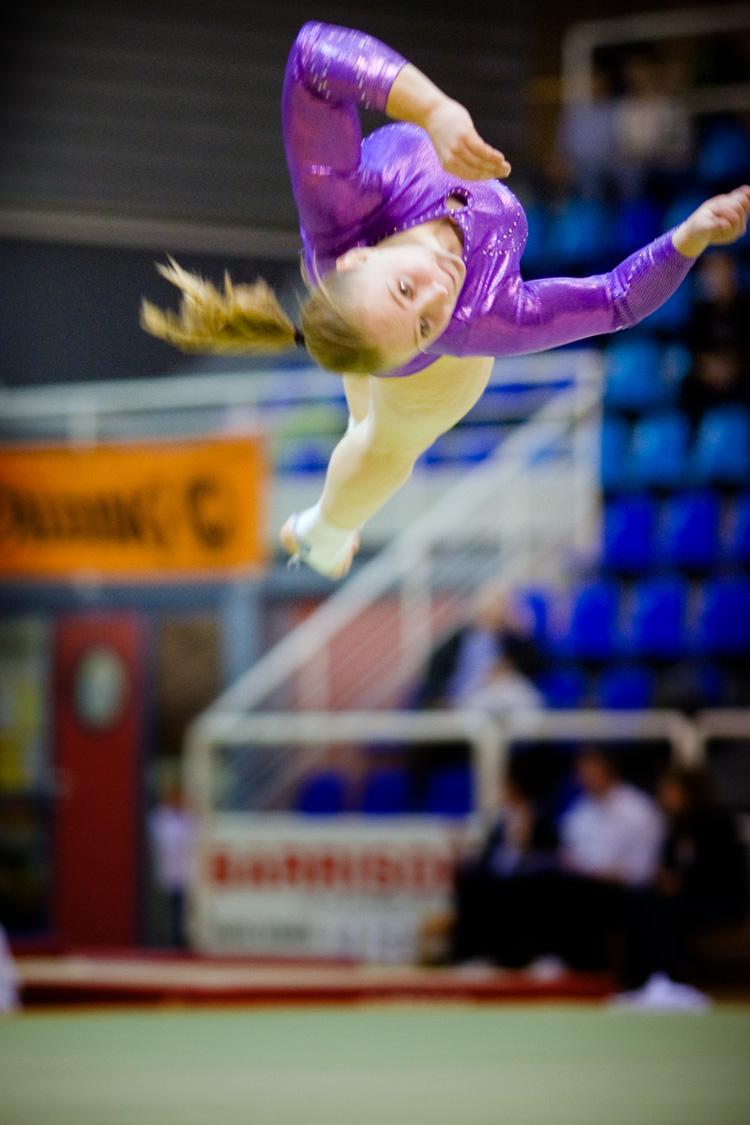
Elemento acrobático no chão.
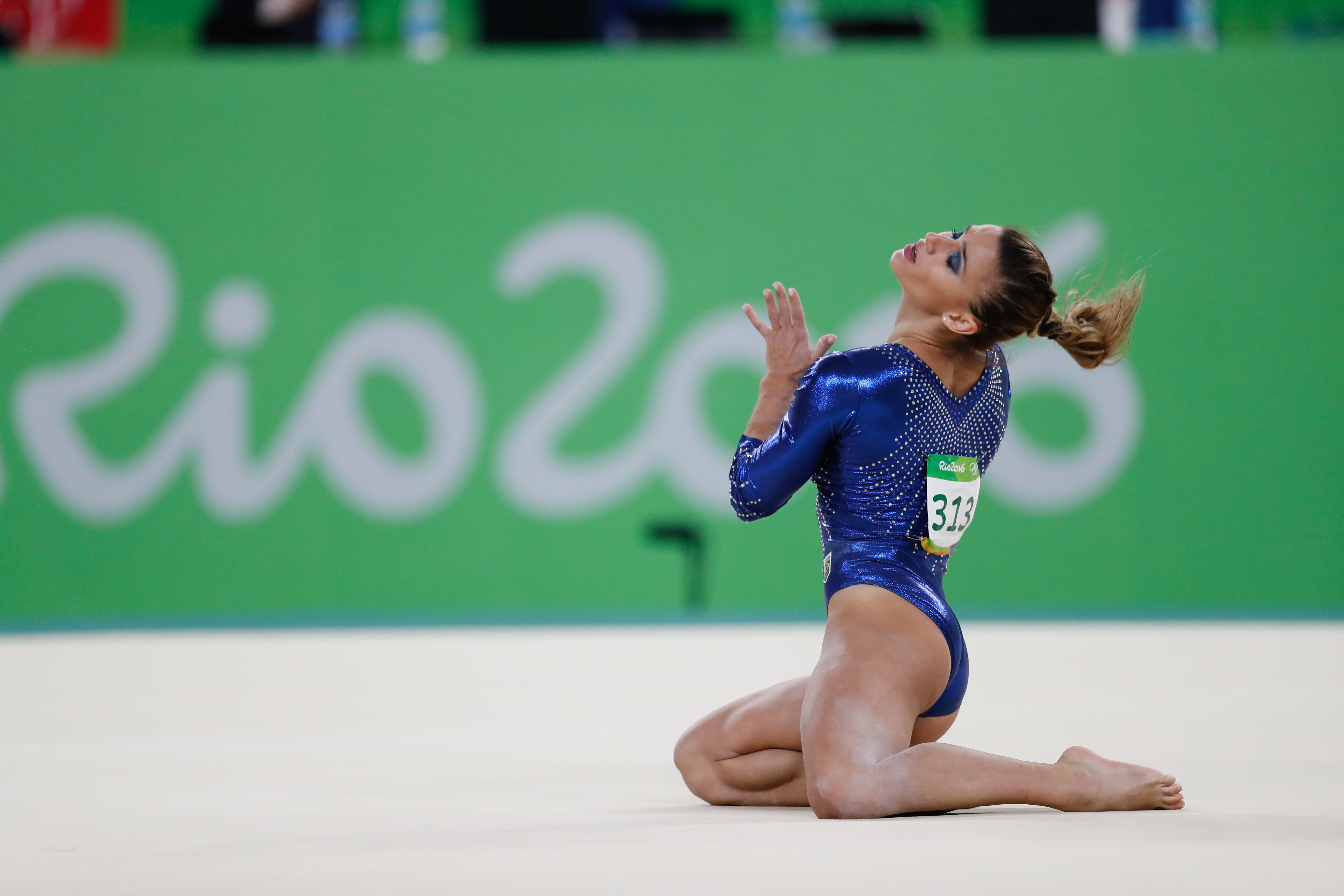
Jade Barbosa se apresenta no solo em 2016.
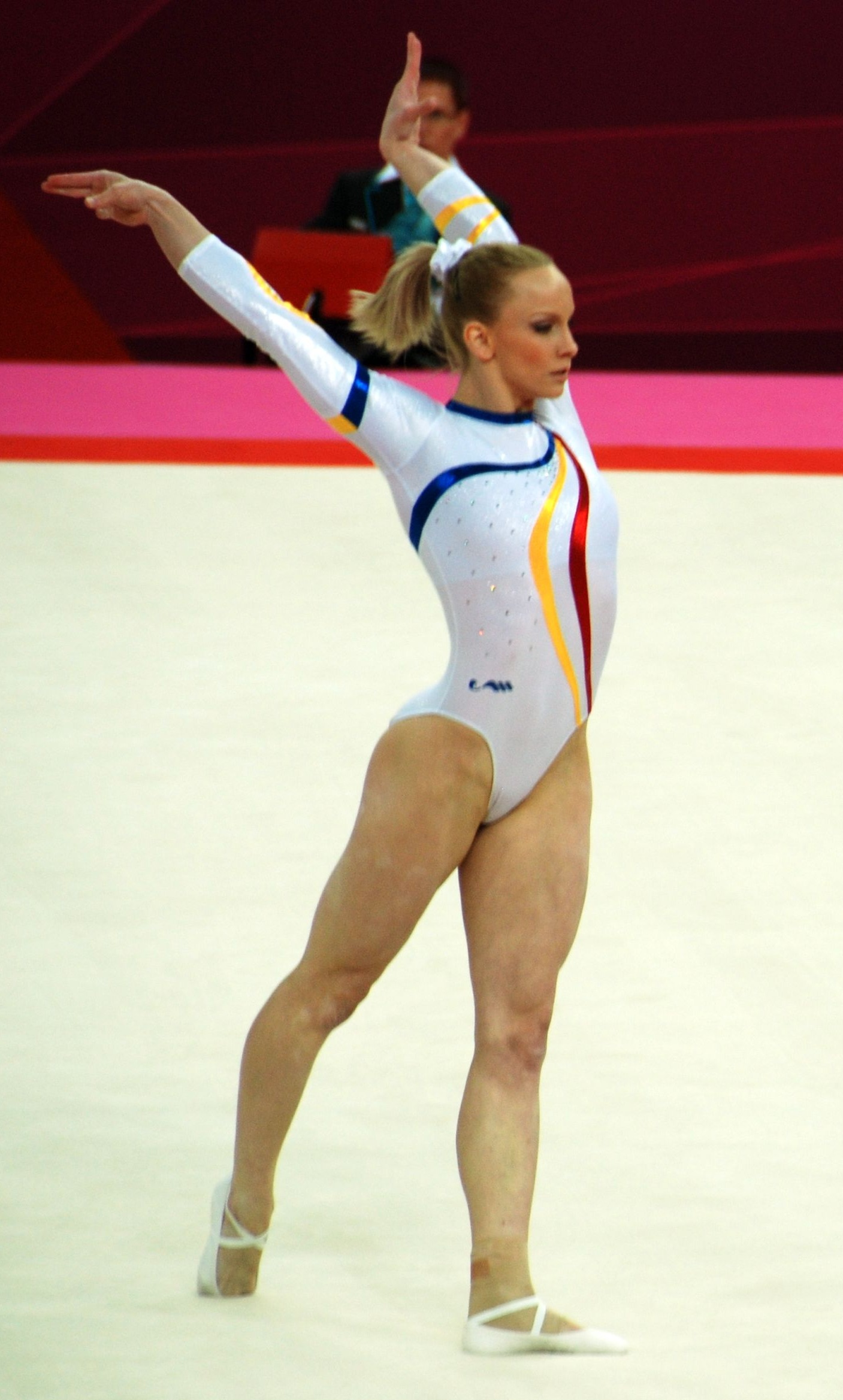
Exercício de solo.